# Okręty podwodne typu Los Angeles
Okręty podwodne typu Los Angeles – amerykańskie wielozadaniowe okręty podwodne z napędem atomowym, znane także jako jednostki typu 688. Mimo że okręt prototypowy tego typu – USS „Los Angeles” – miał początkowo być jedynym egzemplarzem okrętu według tego projektu, w latach 1972–1996 zbudowano i przyjęto do służby ogółem 62 jednostki typów Los Angeles i Improved Los Angeles. Okręty tych typów miały możliwość przenoszenia 26 torped lub pocisków manewrujących wystrzeliwanych z czterech dziobowych wyrzutni kalibru 21 cali (533 mm). Ostatnie 8 z 39 jednostek typu 688 wyposażonych zostało w 12 pionowych wyrzutni pocisków typu VLS usytuowanych poza kadłubem mocnym, w przednim zbiorniku balastowym okrętu, dzięki czemu mogą przenosić i wystrzeliwać 12 dodatkowych pocisków manewrujących Tomahawk SLCM.
Kolejne 23 wybudowane okręty zostały zmodernizowane w stosunku do oryginalnego projektu Los Angeles w stopniu tak znacznym, że zostały oficjalnie uznane za nowy typ okrętów podwodnych, występujący pod nazwami Improved Los Angeles (Ulepszony Los Angeles) oraz 688i. Jednostki te zachowały 12 wyrzutni VLS, jednak poddane zostały wyciszeniu, uzyskały możliwość prowadzenia operacji podlodowych oraz stawiania min.
Obydwa typy jednostek prowadziły działalność operacyjną w czasie zimnej wojny, polegającą na wykrywaniu i śledzeniu okrętów podwodnych i nawodnych Związku Radzieckiego, eskorcie własnych zespołów okrętów nawodnych, a także udziale w tajnych misjach specjalnych – najczęściej o charakterze rozpoznawczym. Od 1990 roku częściowo zmienił się charakter zadań tej klasy amerykańskich okrętów, które odegrały znaczącą rolę w ramach ataków na cele lądowe w trakcie I wojny w Zatoce Perskiej, operacji „Allied Force” w Kosowie oraz „Enduring Freedom” w Afganistanie.
Po zakończeniu zimnej wojny, w związku z redukcją stanu amerykańskiej floty, trwa stopniowy proces wycofywania jednostek Los Angeles ze służby. Jednostki te częściowo zastępowane są okrętami czwartej generacji typu Virginia.

## Geneza
W latach 60. XX wieku wielu oficerów amerykańskiej floty podwodnej było zaniepokojonych trendem spadku prędkości maksymalnej osiąganej przez kolejne typy okrętów podwodnych. W tym samym czasie Związek Radziecki budował myśliwskie atomowe okręty podwodne. Mimo że dowództwo amerykańskiej floty mogło dzięki przewadze technologicznej oczekiwać, iż radzieckie okręty zostaną wykryte, ich przechwycenie wymagało jednak znacznej prędkości – niezbędnej w celu zajęcia dogodnej pozycji do ataku na okręt wykryty przez sonar. Jak wówczas szacowano, okręty stanowiące linię blokady przed radzieckimi jednostkami podwodnymi powinny dysponować przewagą prędkości rzędu 5 węzłów – wobec jednostek usiłujących przełamać barierę. Oczekiwano również, iż okręt dysponujący przewagą prędkości może znaleźć się w lepszej sytuacji taktycznej, nawet jeśli sam zostanie wykryty pierwszy. Szybszemu okrętowi łatwiej będzie zająć dogodniejszą pozycję do ataku nawet w sytuacji pozostawania w niewielkiej odległości od okrętu przeciwnika.
Uznano, że nowe okręty osiągać mają większą prędkość niż którykolwiek z dotychczasowych amerykańskich okrętów podwodnych”. Było to spowodowane dwiema przyczynami – większą niż spodziewała się amerykańska marynarka szybkością radzieckich okrętów projektu 627A (kod NATO: November) oraz prędkością 33 węzły osiąganą przez okręty projektu 671 (NATO: Victor). Sytuację uwidocznił fakt przechwycenia w lutym 1968 roku przez sowiecką jednostkę typu November znajdującego się w drodze do Wietnamu USS „Enterprise”. November, choć nieco wolniejszy od atomowego lotniskowca, okazał się zdolny do przeprowadzenia przechwycenia, na podstawie danych z systemu obserwacji oceanicznej. Ówczesne jednostki typu November były generalnie porównywalne z amerykańskimi okrętami typu Skate – mimo większej prędkości tych pierwszych oraz wyposażenia ich w sonar średniej częstotliwości. US Navy zakładała jednak, że Związek Radziecki będzie wyciszał swoje okręty, przez co będą przynajmniej porównywalne z amerykańskimi okrętami typu Skipjack. Wiadomo było, że nowe radzieckie okręty wyposażone były w sonar niskiej częstotliwości, prawdopodobnie dalekiego zasięgu, podobny do amerykańskiego AN/BQS-6. Incydent z „Enterprise” pokazał, że radzieckie okręty są szybsze niż przypuszczano, w związku z tym uzasadnione było przypuszczenie, że nowe jednostki Victor i Charlie (proj. 670) będą jeszcze szybsze, pokonując na tym polu amerykańskie okręty Sturgeon i Thresher. Pojawiły się też opinie, że ZSRR zdolny jest do budowy 20 takich jednostek rocznie.
Drugim powodem wymagania wysokich prędkości był fakt, że wprowadzone w 1959 roku reaktory S5W o mocy 15 000 KM przeznaczone były dla jednostek typu Skipjack, tymczasem późniejsze jednostki – typu Thresher i Sturgeon, na których również je instalowano – były znacznie większe niż Skipjack, co przy reaktorze o tej samej mocy sprawiało, iż były od niego wolniejsze.

### Idea wsparcia grup uderzeniowych floty

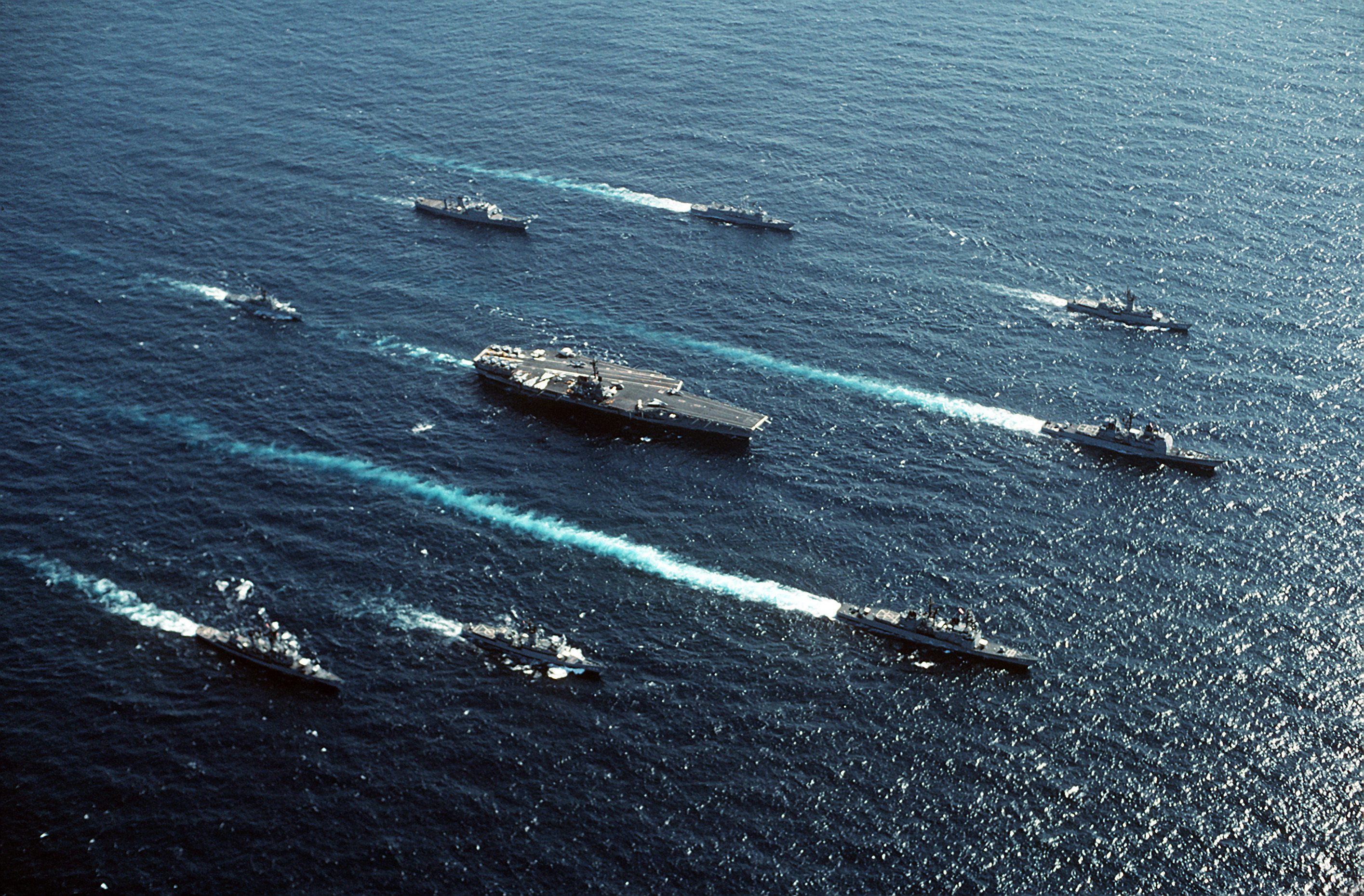
Grupa uderzeniowa lotniskowca USS „Forrestal”

Wysoka prędkość uznawana była za dużą wartość także w operacjach otwartych wód oceanicznych, w których wrogie jednostki wykryte zostały za pomocą systemów akustycznych dalekiego zasięgu, poza natychmiastowym zasięgiem pokładowej broni przeciwpodwodnej. Najistotniejszą kwestią związaną z szybkością okrętów podwodnych okazała się jednak sprawa nowego rodzaju misji jednostek SSN – bezpośredniego wsparcia eskorty okrętów nawodnych floty. Od końca 1962 – a co najmniej od połowy 1963 roku – dzięki informacjom wywiadowczym wiadomo było, iż jedną z podstawowych wartości atomowych okrętów myśliwskich dla ZSRR, była ich zdolność do ataku na amerykańskie nawodne zespoły uderzeniowe floty. Radziecka taktyka zakładała atak za pomocą wyposażonych w głowice nuklearne torped od strony czoła grupy uderzeniowej. Atakujący okręt nie musiał przy tym być tak szybki jak lotniskowiec, gdyż mógł korzystać ze stale wzrastających radzieckich możliwości obserwacji oceanu. Wystarczało w tym zakresie jedynie dysponować prędkością pozwalającą zawczasu zająć dogodną pozycję w znacznym oddaleniu od stanowiącego cel zespołu. Szybkie lotniskowce, potrafiące rozwijać prędkość ponad 30 węzłów, uważane były do tej pory za niemal całkowicie odporne na atak za pomocą powolnych okrętów podwodnych z napędem konwencjonalnym – sytuację tę zmieniło wejście z końcem lat 50. XX wieku do służby w radzieckiej marynarce wojennej atomowych okrętów myśliwskich. Okręty z tym rodzajem napędu dysponowały wystarczającą prędkością podwodną, aby zawczasu zająć pozycje dogodne do ataku na amerykańskie okręty nawodne, toteż w latach 60. zaczęto dążyć do wzmocnienia sił ZOP grup uderzeniowych. Dużą wartość w tym zakresie stanowić miały własne myśliwskie okręty podwodne z napędem nuklearnym.
Amerykańska koncepcja eskorty okrętów nawodnych przez jednostki podwodne zaczęła wobec tego zakładać, iż wyposażone w sonary dalekiego zasięgu szybkie okręty SSN będą badać rejony przed lotniskowcami. Pozostający w dryfie z niewielka prędkością okręt podwodny powinien nasłuchiwać ocean, po czym przyspieszać – wyprzedzając na krótkim dystansie lotniskowiec, aby następnie powtórzyć cała operację. Nawodne okręty eskorty w ramach operacji eskortowej pływają z reguły z prędkością przekraczającą 30 węzłów. Jakkolwiek wiele nieoficjalnych źródeł podaje, że praktycznie wszystkie okręty podwodne mogą pływać z takimi prędkościami, w rzeczywistości stanowią one rzadkość. Do lat 70., jedynie okręty typu Skipjack ledwo osiągały taką prędkość.
Pomysł zaprzężenia okrętów podwodnych do eskorty nawodnych zespołów uderzeniowych floty i związanego z tym wymagania możliwości pływania z dużą prędkością, pojawił się po raz pierwszy latem 1955 roku – kiedy określano wymagania dla konstruowanych jednostek typu Skipjack. Kilka lat później w Wielkiej Brytanii opracowano sonar i system kontroli ognia dla pierwszego brytyjskiego atomowego okrętu podwodnego HMS „Dreadnought” – specjalnie dla bezpośredniej współpracy z okrętami nawodnymi. Marynarka amerykańska jednakże rozpoczęła eksperymenty z pewnymi formami takiego bezpośredniego wsparcia dopiero w 1962 roku. Jak przewidywano w 1966 roku, podwodny okręt eskortowy powinien operować 10 do 30 mil morskich przed eskortowaną grupą jednostek nawodnych, tuż poza zasięgiem sonarów aktywnych nawodnych okrętów eskorty. Tak wyprzedzając grupę, miał przechwytywać okręty podwodne przeciwnika nadpływające od czoła lub wektora kierunku ruchu lotniskowca. Alternatywnie, okręt podwodny może zastąpić jednostkę nawodną w pierścieniu obrony głównego okrętu nawodnego grupy, bądź też może być wykorzystany doraźnie do przechwycenia okrętu podwodnego przeciwnika, któremu udało się przedostać do wnętrza pierwszego pierścienia eskorty. Eksperymenty przeprowadzone w 1968 roku zasugerowały, iż do zachowania kontaktu z atakującym grupę okrętem podwodnym niezbędny jest margines prędkości rzędu 7 węzłów.
Kluczowym elementem każdego z tych schematów była i wciąż pozostaje łączność – między okrętem podwodnym i okrętami nawodnymi oraz okrętem podwodnym i lotnictwem. Miało to odzwierciedlenie m.in. w obawach dowódców okrętów podwodnych, ze personel lotniczych sił ZOP najpierw będzie strzelał, w następnej dopiero kolejności będzie dokonywał identyfikacji celów. We wczesnych latach 60. marynarka amerykańska prowadziła w związku z tym kilka programów mających utajnić i zabezpieczyć akustyczną komunikację, a w konsekwencji doprowadzić do rozwiązania tego problemu. Także siły nawodne otrzymały system komputerowy NTDS (Naval Tactical Data System), kompleksowo obrazujący aktywność nawodną, podwodną oraz powietrzną wokół zespołu, częściowo poprzez wykorzystanie do tego celu systemów transmisji danych Link 11. Swoje systemy NTDS otrzymały także okręty podwodne, z jednokierunkowym jednakże jedynie systemem Link 16 (odbiór). Dysponując danymi z własnego systemu NTDS, dowódca okrętu podwodnego może lepiej zrozumieć sytuację taktyczną oraz mieć większe szanse uniknięcia bratobójczego ataku na jego okręt. Mimo wszystkich swoich obaw, środowisko floty podwodnej było rzeczywiście zainteresowane działaniami w bezpośrednim wsparciu floty nawodnej

### Koncepcje okrętów 3 generacji

#### Program AGSSN
Pierwsza propozycja opracowania projektu, który doprowadził do powstania typu Los Angeles, datowana jest na rok 1963 – gdy rozpoczynano budowę USS „Sturgeon”, pierwszej jednostki typu Sturgeon. U jej podstaw leżały dwie przyczyny – dążenie do powrotu do szybkości oferowanych przez jednostki typu Skipjack oraz potrzeba ochrony grup uderzeniowych przed radzieckimi atomowymi okrętami podwodnymi.

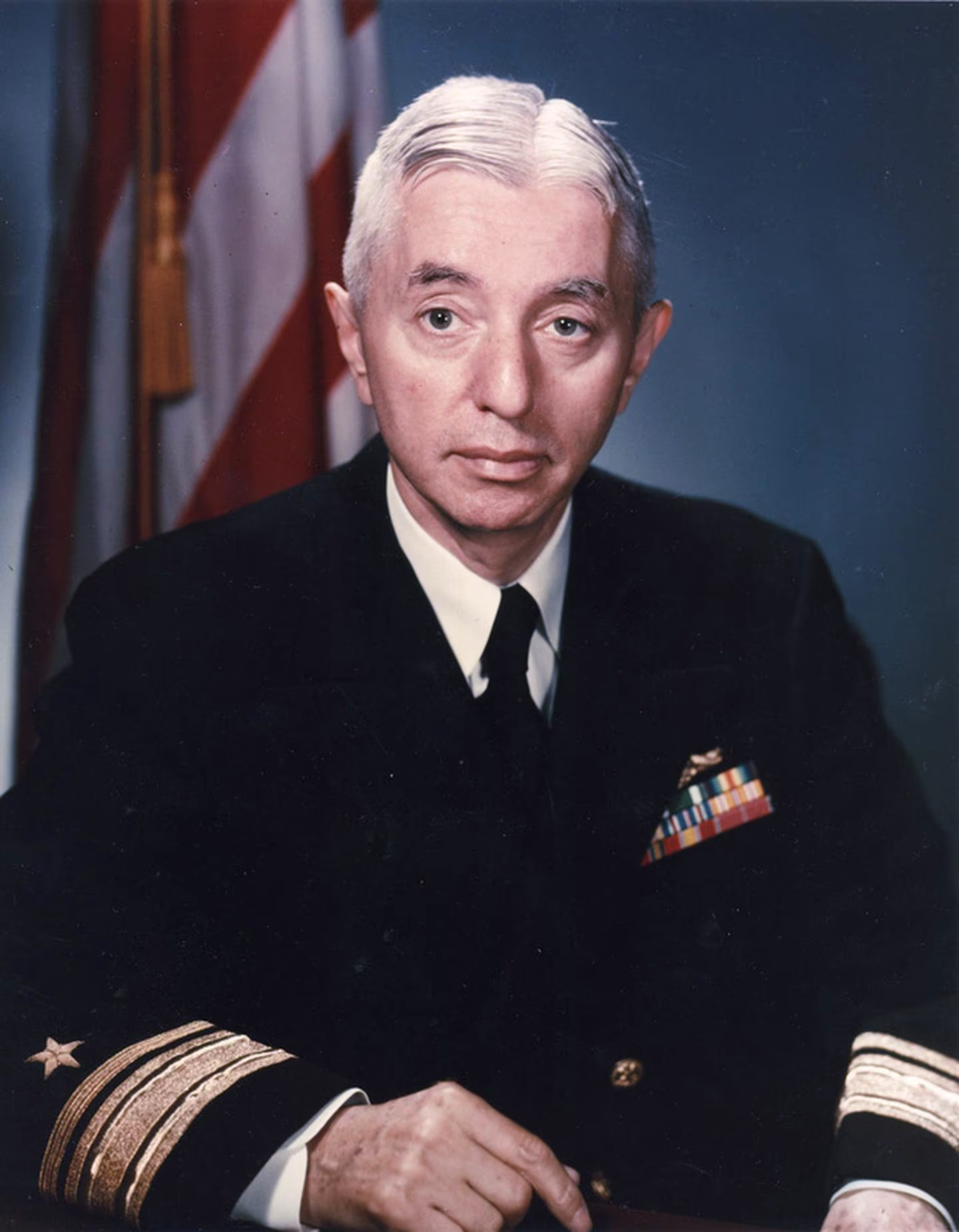
Wiceadmirał Hyman G. Rickover

Wiosną 1963 roku US Navy przegrała batalię z sekretarzem obrony Robertem McNamarą o siłownię jądrową dla następnego lotniskowca, który został wkrótce oznaczony jako USS „John F. Kennedy”. W listopadzie 1963 roku Director of the Naval Reactors Branch w Naval Sea Systems Command, wiceadmirał Hyman Rickover zaproponował rozwiązanie problemu szybkości okrętów podwodnych. Naval Reactors dysponowało w tym czasie reaktorem D1G/D2G dla okrętów nawodnych – o dwukrotnie większej mocy niż dotychczas stosowany reaktor S5W. Według idei Rickovera, reaktor ten mógł zostać zmodyfikowany do wymagań okrętów podwodnych i połączony z częścią dziobową jednostek typu Sturgeon. Wiceadmirał przewidywał, iż zmodyfikowana siłownia będzie możliwa do zastosowania w jednostkach przewidzianych do budowy w programie na rok 1967. Rickover zlecił stoczni Electric Boat wstępne studia nad koncepcją szybkich okrętów podwodnych, zaś we wrześniu 1964 roku szef operacji morskich US Navy (Chief of Naval Operations – CNO), David McDonald, zażądał od Naval Sea Systems Command (NAVSEA) sporządzenia studium wykonalności takich okrętów. W październiku tego samego roku Electric Boat uzyskała przeniesione później do stoczni Newport News zlecenie na wstępne opracowanie układu maszynowni okrętu z siłownią Rickovera. W marcu 1966 roku NAVSEA ukończyła wstępne studia projektowe okrętu oznaczonego AGSSN (który w dalszym rozwoju przerodził się w SSN-688), o długości 360 stóp (110 metrów) oraz wyporności 6670 długich ton (ts). Oparte na siłowni D1G kalkulacje wykazywały, że okręt o tych rozmiarach będzie zdolny do poruszania się z prędkością większą niż 30 węzłów, margines przekroczenia tej prędkości nie będzie jednak znaczny.
Pierwotnie nową siłownię zamierzano zastosować na uproszczonym projekcie USS „Narwhal”, jednakże rozważania dotyczące różnych aspektów pływalności, w tym kontroli nad głębokością zanurzenia, pchnęły marynarkę do uwzględnienia również doświadczeń z okrętami typu Thresher i Sturgeon. Konieczność uwzględnienia wielu zmian projektu wstępnego skłoniła szefa operacji morskich (CNO) do zamówienia w lipcu 1967 roku nowego studium kosztów oraz wykonalności projektu okrętu o wyporności już 6900 ts. Ukończone w grudniu tego samego roku przez Newport News studium projektowe określiło jednostkę o długości 366 stóp (111,5 metra) i wyporności 7040 ts.
Program Rickovera kolidował jednak z nowym podejściem Departamentu Obrony, zapoczątkowanym przez sekretarza McNamarę, zgodnie z którym programy zbrojeniowe miały być analizowane przed wejściem ich rezultatów do produkcji. Efektem tego nowego podejścia był program CONFORM.

#### Program CONFORM
Nie jest jasne, czy narodziny koncepcji w programie CONFORM (Concept Formulation) były po prostu kwestią właściwego dla siebie czasu – na skutek decyzji McNamary, czy też były formą oporu biura szefa operacji morskich (Office of the Chief of Naval Operations – OpNav), przeciwko wyniszczającej budżet marynarki propozycji Rickovera, w czasie kiedy utrzymanie produkcji nuklearnych okrętów podwodnych i tak było bardzo trudne.
Prace w programie CONFORM oparte były na porównaniu wydajności serii możliwych projektów okrętów podwodnych, w zakresie pięciu rodzajów misji:
- operacje na wrogich akwenach (forward area) – na przykład w pobliżu nieprzyjacielskich baz, co będzie stanowiło test dla stopnia ich niewykrywalności;
- śledzenia i podążania (track and trail) za wrogimi okrętami podwodnymi, w tym zwłaszcza nosicielami pocisków balistycznych;
- operacje eskortowe (direct support) zespołów nawodnych;
- udział w skoordynowanych operacjach zwalczania okrętów podwodnych (coordinated operations), we współdziałaniu z okrętami nawodnymi oraz innymi systemami ZOP, na przykład SOSUS;
- działania pomocnicze, na przykład zwalczanie okrętów nawodnych przeciwnika, operacje minowe, misje obserwacyjne, misje specjalne (wyładowywanie osób na brzeg), misje treningowe oraz prace badawczo-rozwojowe.

Program CONFORM zakładał opracowanie zupełnie nowej konstrukcji, nie opartej na rozwiązaniach któregokolwiek z wcześniejszych typów okrętów – zapoczątkowanego „from clean sheet of paper” (od czystej kartki papieru). Koncept nowego okrętu zapowiadał niemal rewolucyjną jednostkę, z nadzwyczajnym kształtem – zwłaszcza super opływowego, niemal wtopionego w kadłub, kiosku – z wieloma niespotykanymi do tej pory rozwiązaniami, np. peryskopy i maszty kładące się w kiosku, zamiast wsuwanych pionowo do jego wnętrza, co miało na celu zmniejszenie penetracji kadłuba przez ciśnienie wody. Koncepcja ta przewidywała wykorzystanie pochodnej reaktora S5G NCR (Natural Circulation Reactor) z naturalną, zamiast wymuszonej, cyrkulacją chłodziwa rdzenia. Chłodzenie rdzenia w reaktorze NCR opierać się miało na zasadzie naturalnej konwekcji ciepła z płynem chłodzącym przy niskich prędkościach, zamiast użycia pomp, co zmniejszało poziom wytwarzanych przez układ napędowy okrętu szumów. Siłownia z tym reaktorem zapewnić miała okrętowi prędkość większą niż 30 węzłów, przy kadłubie CONFORM zbliżonym wielkością do kadłubów jednostek typu Sturgeon (ok. 4800 ton wyporności w zanurzeniu). Pozostałe innowacje koncepcji wpływające na zwiększenie możliwości bojowych, obejmowały m.in. systemy uzbrojenia, systemy sensorów (sonary, radary), czy też wspomniane peryskopy. Jednostki w programie CONFORM otrzymać miały kadłub ze stali HY-130, co było istotne także z politycznego punktu widzenia, miano bowiem dzięki temu zrównoważyć ubytek maksymalnej głębokości zanurzenia okrętu AGSSN/D1G. W rzeczywistości jednak, wykorzystanie stali HY-130 było mało realne w tym czasie. Dla przykładu, w roku 1970 szacowano, iż HY-130 dostępna będzie nie wcześniej niż w roku 1974. Z tego też względu kadłuby sztywne pierwszej generacji okrętów CONFORM miały być zbudowane ze stali HY-80.

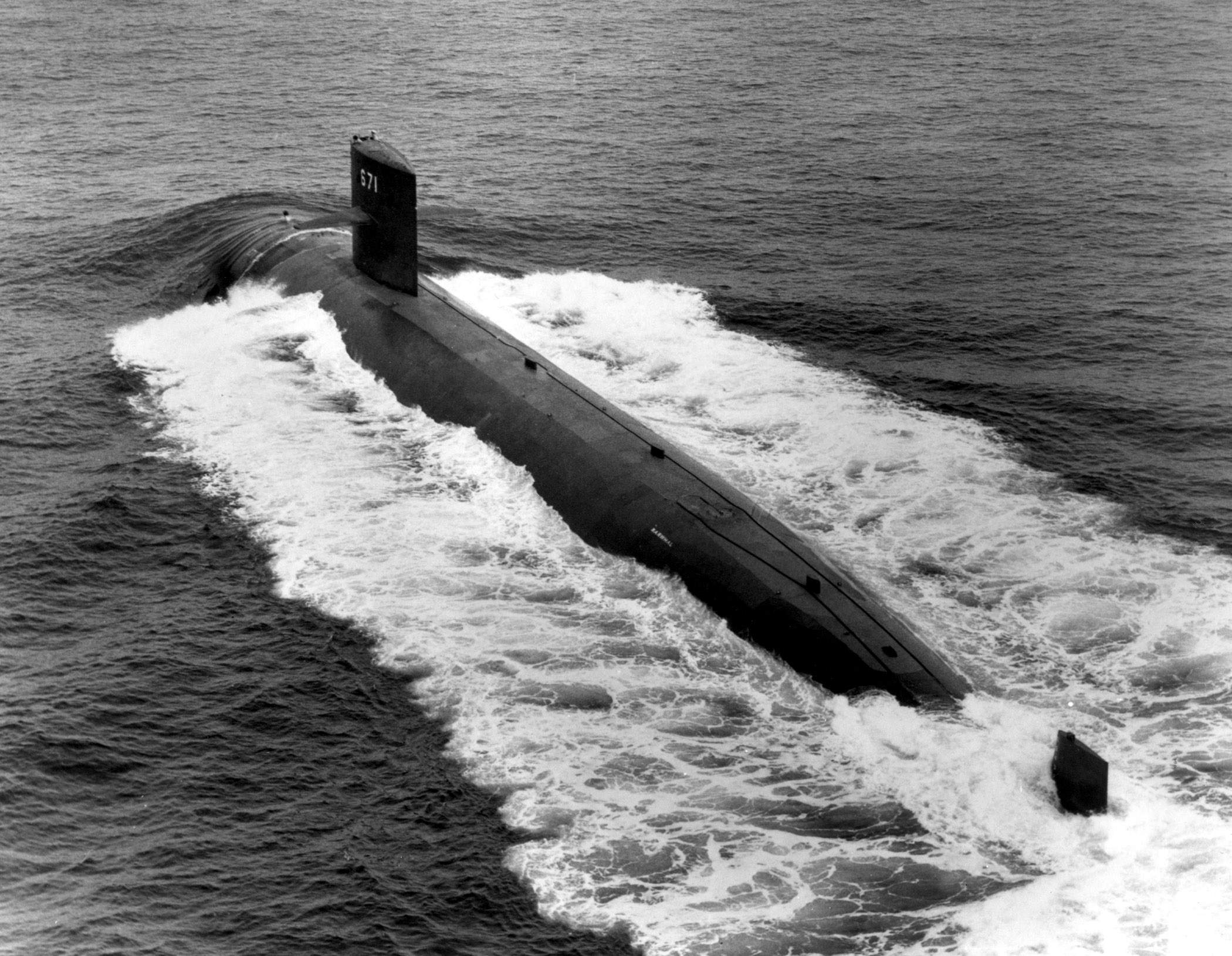
USS „Narwhal” z reaktorem S5G NCR

Podstawowymi alternatywami dla nowych okrętów były:
- siłownia: z reaktorem S5W, siłownia ze wzmocnionym reaktorem S5G NCR oraz siłownia D1G. Wszystkie układy napędowe miały być oparte na zastosowaniu przekładni oraz śruby przeciwbieżnej;
- wyrzutnie i uzbrojenie: dwie, cztery albo osiem wyrzutni torpedowych – 11, 22 lub 44 jednostki broni;
- głębokość testowa: jak w typach Skipjack czy Thresher albo 2000 stóp (610 metrów).

Wszystkie koncepcje napędu oparte były na siłowni z przeniesieniem napędu za pomocą przekładni. W tym bowiem czasie siłownia z napędem turboelektrycznym – a więc nie wymagającym mechanizmu przekładni – nie była uważana za zdolną do zapewnienia wymaganego poziomu prędkości okrętu.
Praktycznie wszyscy poza admirałem Rickoverem akceptowali program CONFORM jako program rozwoju okrętów podwodnych następnej generacji. Angażował on najlepszych specjalistów marynarki w zakresie operacji podwodnych do określenia rodzajów misji, projektantów i konstruktorów do osiągnięcia zakładanych celów konstrukcyjnych okrętu, jego wyposażenia oraz broni. Pracujący w programie CONFORM inżynierowie architektury okrętowej dążyli do zwiększenia prędkości okrętu przez użycie możliwie najmniejszego kadłuba (w celu minimalizacji oporów) oraz zwiększenie wydajności systemu napędowego. Moc istniejącego reaktora S5G miała zostać zwiększona do 20 000 KM bez zwiększenia jego rozmiarów. Zastosowanie śruby przeciwbieżnej z przekładnią w miejsce zastosowanej z „Narwhalu” jednokierunkowej pojedynczej śruby pozwolić miało na zmniejszenie rozmiarów i ciężaru turbiny. Rozwiązanie to miało być zintegrowane z możliwościami w zakresie głębokości zanurzenia jednostek typu Thresher oraz uzbrojeniem okrętów Sturgeon. Koncepcja Rickovera była natomiast fundamentalnie odmienna. Admirał preferował prosty wzrost mocy bez zważania na wzrost tonażu, który sam w sobie redukował przyrost prędkości okrętu. Nie ufał szacunkom specjalistów od hydrodynamiki. Wojenne doświadczenie wywodzącego się ze starej szkoły admirała pchało go ku tradycyjnemu sceptycyzmowi, nakazującemu wątpić w zapewnienia specjalistów od architektury okrętowej co do dostarczenia jednostki o założonych parametrach w zakresie prędkości.
Forsując program jednostki opartej na siłowni D1G, admirał spoglądał jednak dalej w przyszłość – w kierunku znajdującego się w rozwoju reaktora D1W o znacznie większej mocy. Był to reaktor o mocy wyjściowej na turbinie 60 000 KM – niesłusznie kojarzony później z reaktorem S8G o tej samej mocy, zastosowanym w jednostkach SSBN Ohio. Mimo wzrostu mocy, osiągi okrętu z reaktorem D1G łatwo mogły być przewyższone w nowych okrętach radzieckich. Reaktor D1W natomiast mógł zapewnić wzrost prędkości o około 5 węzłów – niezależnie od skokowego wzrostu rozmiarów sekcji okrętu, niezbędnych do akomodacji opartej na nim siłowni. Większy kadłub natomiast mógł pomieścić więcej jednostek broni, zaś kadłub sztywny mógł być wystarczająco wytrzymały, aby zwiększyć możliwości w zakresie zanurzania. Reaktor taki mógł być dostępny od lat 1974–1975, dla programu budowy okrętów na rok budżetowy 1977. Niektóre kalkulacje oceniały prędkość okrętu CONFORM ze wzmocnionym reaktorem S5G na podobnym poziomie jak okrętu według projektu z reaktorem D1G, żaden jednak z tych programów nie oferował prędkości na poziomie okrętu z reaktorem D1W. W sytuacji, gdy wzrost prędkości o 5 węzłów mógł być istotny, owe kilka węzłów z reaktora D1W czyniło różnicę.

#### Batalia
Program CONFORM rywalizował z programem AGSSN. Początkowo, osiągnięto jednak kompromis w tym względzie, zgodnie z którym obydwa programy miały być rozwijane równolegle – jako alternatywne sposoby rozwiązania problemu taktycznego (problemu prędkości). Wiceadmirał Rickover został zmuszony do wyrażenia zgody na piśmie, iż D1G rozwijany będzie jedynie dla celów eksperymentalnego prototypu AGSSN, zaś rozwiązaniem rekomendowanym jest CONFORM. Program rozwoju wspieranego przez Rickovera reaktora D1G doprowadził do powstania siłowni S6G, która miała być oceniona i dalej rozwijana na podstawie testów przeprowadzonych na powstałym w jednym egzemplarzu okręcie. Okręt ten nie miał być częścią żadnego typu, lecz jedyną jednostką zbudowaną według swojego projektu (one-of-a-kind submarine). Pojawiły się jednak głosy w łonie Biura Sekretarza Obrony (Office of Secretary of Defense – OSD), aby zarówno S5G CONFORM, jak i D1G AGSSN zostały zbudowane jednocześnie i przetestowane w rywalizacji między sobą, w celu rozstrzygnięcia który z nich zostanie skierowany do seryjnej produkcji. W roku 1968 formalnie zagwarantowano środki finansowe na program nowego okrętu SSN, których uruchomienie zapewniono na lata 1968–1970, pod kierunkiem nowej organizacji PMS 81 (Program Manager for Sea Systems Command). Związany z nim program CONFORM oficjalnie zarejestrowano 22 września tego roku. Postanowiono następnie, że okręt prototypowy oparty na reaktorze D1G będzie budowany od roku 1972 – przy wykorzystaniu założeń opracowanych w 1968 roku, natomiast pierwszy okręt opracowany w ramach programu CONFORM, musi być gotowy do produkcji w roku 1973.

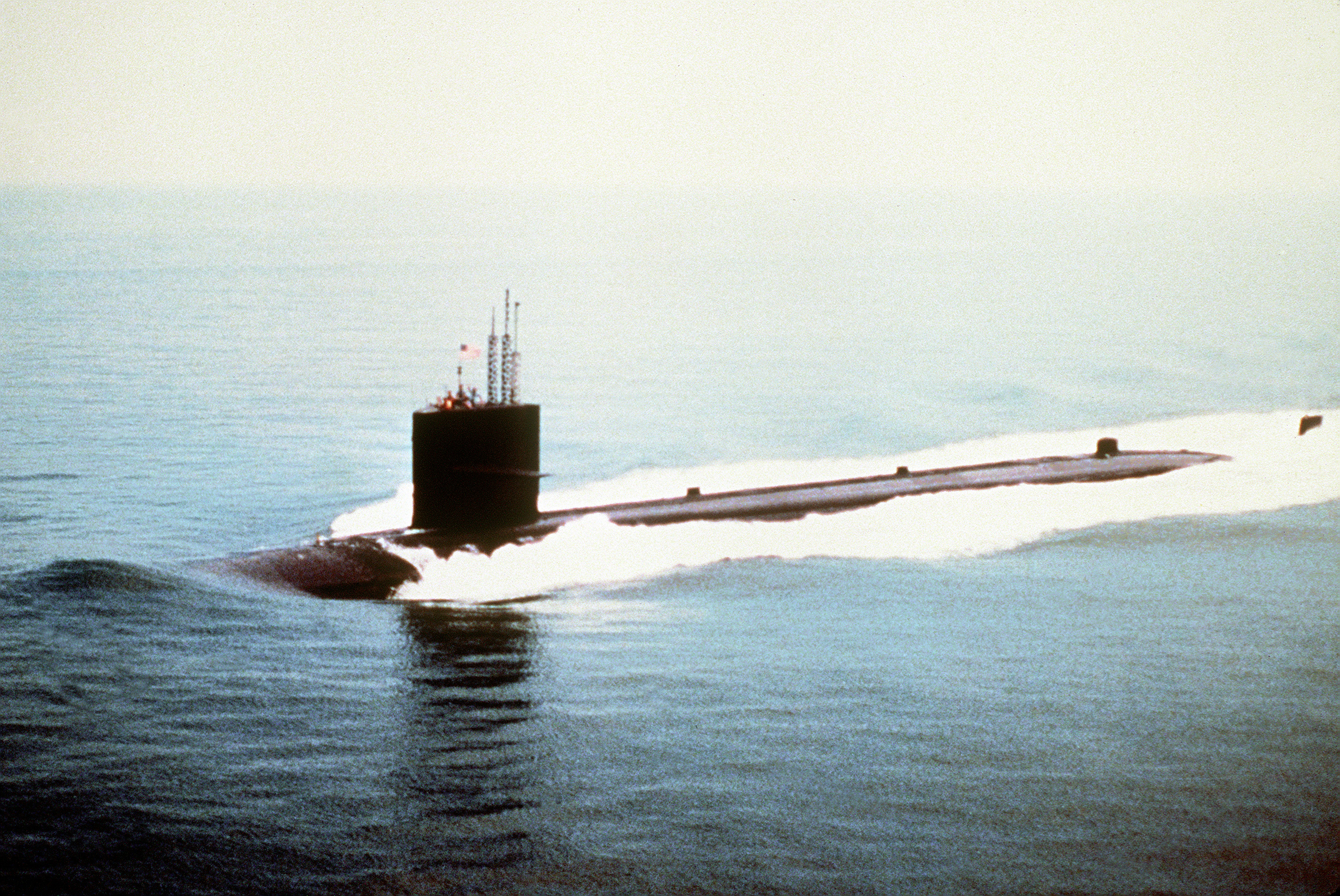
USS „Glenard P. Lipscomb” z jądrowym napędem turboelektrycznym

Niezależnie od prac w programach CONFORM/S5G i AGSSN/D1G, US Navy prowadziła prace w programie Libscomb oznaczonym jako TEDS (Turbine Electric-Drive Submarine), którego celem było opracowanie jednostki dysponującej bardzo cichym napędem. Jednym z ciosów zadanych temu programowi było przeprowadzone ćwiczenie, w którym jeden z okrętów typu Sturgeon został poddany serii symulowanych ataków za pomocą szybkich okrętów typu Skipjack – symulujących przyszłe typy radzieckich okrętów podwodnych. Bez względu na duże doświadczenie dowodzącego kapitana jednostki, Sturgeon nie był w stanie osiągnąć dogodnej pozycji do ataku przeciwko szybszym jednostkom „przeciwnika”. Ćwiczenie to pokazało, z jaką łatwością marynarka radziecka może w przyszłości zagrozić wolnym okrętom amerykańskim, a co za tym idzie – pogrzebało szanse rozwoju cichych, lecz wolnych okrętów z napędem turboelektrycznym W związku z koniecznością finansowania kosztów wojny w Wietnamie, Marynarka została zmuszona do cięcia kosztów niektórych programów, jednakże nie wpłynęło to decydująco na programy okrętu 3 generacji. Co więcej, w ramach programu CONFORM przeprowadzono analizy około 30 koncepcji, w wyniku których uzyskano możliwość konstrukcji okrętu, który przy większych od SSN-688 rozmiarach i mniejszej mocy reaktora – zdolny był osiągnąć również prędkość większą o dwa węzły, dzięki zaś zastosowaniu stali HY-100 mógł osiągnąć testową głębokość zanurzenia 610 metrów, przy ok. 300 m zanurzenia testowego opartego SSN-688 na stali HY-80. W styczniu 1968 roku sekretarz obrony Robert McNamara ogłosił, iż US Navy będzie potrzebowała w pierwszej linii 60 okrętów podwodnych. Licząc jednostki znajdujące się w służbie oraz w trakcie budowy, oznaczało to, że marynarka potrzebować będzie jedynie 4 dodatkowe okręty myśliwskie. Budowa ostatnich czterech okrętów typu Sturgeon została autoryzowana na rok 1969, następne dwa były przewidziane na rok 1970. Plan ten przestał być jednak aktualny z chwilą opuszczenia urzędu przez McNamarę w 1968 roku. W tym samym czasie wiceadmirał Rickover naciskał na Departament Obrony oraz marynarkę w sprawie skierowania AGSSN do produkcji, argumentując, iż żaden inny projekt nie jest aktualnie na etapie umożliwiającym uruchomienie produkcji. Tymczasem jednak sam reaktor D1G w wersji AGSSN nie był jeszcze gotowy. Zastrzeżenia wobec projektu wyrażał także Departament Obrony, podnoszący nieefektywność reaktora D1G – oznaczonego już S6G – w stosunku do swej wielkości i kosztów budowy. Wiceadmirał Rickover forsował projekt okrętu opartego na S6G, wykorzystując do tego celu także naciski na członków przyznającego fundusze Kongresu, co stało się między innymi przedmiotem dziennikarskiego śledztwa prowadzonego przez redakcję Washington Post. W lutym 1968 roku, oficerowie okrętów podwodnych argumentowali, iż niezbędny jest znaczny wzrost środków na budowę prototypu w roku budżetowym 1969, jeśli w rozpoczęcie jego budowy miałoby nastąpić w roku 1970. Sekretarz marynarki nadał tymczasem jednostce nazwę „Los Angeles”. W marcu 1968 roku szef operacji morskich US Navy (CNO) adm. Thomas Moorer zwołał panel ad hoc złożony z doświadczonych oficerów okrętów podwodnych, którego zadaniem była ocena projektu okrętu Rickovera. Członkowie panelu zaakceptowali podstawowe cechy okrętu według tego projektu i podtrzymali opinię admirała, że technologia reaktora S5G NCR – jedynego możliwego rywala siłowni D1G – jest na tym etapie jeszcze zbyt niedojrzała. Panel zażądał wprawdzie innowacyjnego systemu uzbrojenia dla nowych okrętów, jednakże jego podstawowe elementy – całkowicie cyfrowe komputerowe centrum bojowe okrętu oraz sonar (AN/BQQ-5) – były już gotowe i zaadaptowane. Koncepcji Rickovera sprzyjało też stanowisko dyrektora badań obronnych i inżynierii (Director of Defense Research and Engineering – DDR&E), dla którego dobry sonar był znacznie ważniejszy niż bardziej efektywny kadłub i siłownia.

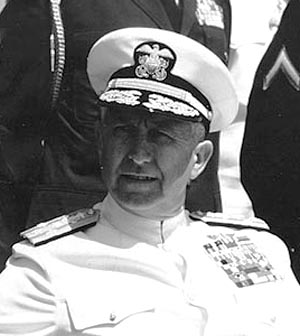
CNO adm. Thomas Moorer

W czerwcu 1968 roku marynarka oficjalnie zaproponowała okręt D1G jako „najlepszy technologicznie nowy typ okrętu podwodnego, który może być szybko dostępny z wysokim prawdopodobieństwem sukcesu, wiarygodności oraz wydajności operacyjnej”. W ślad za tym, w lipcu 1968 roku CNO przekazał zwierzchnikom nowe charakterystyki okrętu odzwierciedlające rekomendacje komisji ad hoc. Nowe studium kosztowe oraz wykonalności, datowane 30 września 1968 roku, oszacowało koszt okrętu prototypowego nowego typu jednostek na 234 miliony dolarów, zaś kolejnych okrętów na 156 milionów każdy. W listopadzie 1968 roku, Ships Characteristics Board (SCB) oraz CNO zaakceptowali formalne charakterystyki jednostki.
Tymczasem, wiceadmirał Rickover poprzez swoje polityczne wpływy w Kongresie uzyskał zwiększenie finansowania programu badawczo-rozwojowego (Research and Development, Test and Engineering – RDT&E), rozważana była w Kongresie nawet kwestia udzielenia budowie nowych okrętów najwyższego narodowego priorytetu Brickbat – jaki dekadę wcześniej przyznano budowie okrętów balistycznych Polaris w programie 41 for Freedom, do czego ostatecznie nie doszło.
W 1969 roku nowy sekretarz obrony Clark Clifford poinformował Kongres, iż zamówienie na pierwsze trzy okręty typu 688 zostanie złożone w roku budżetowym 1970, 4 zaś dodatkowe jednostki zostaną zamówione w latach budżetowych 1971 i 1972, „do tego czasu, nowa konstrukcja okrętu CONFORM powinna być gotowa do produkcji”. Ogłoszony program przewidywał uruchomienie środków na budowę pierwszej jednostki CONFORM w roku 1972. W tym momencie nie było jednak jasne, ile jednostek typu Los Angeles powinno zostać wybudowanych. Jeden z wniosków panelu ad hoc przewidywał, iż projekt CONFORM nie będzie gotowy do programu budowy okrętów na rok 1972, wkrótce też CONFORM został przesunięty na rok 1973, natomiast na rok 1974 przewidywano dostępność do produkcji okrętu opartego na potężnym reaktorze D1W. Co gorsza, nie były jeszcze dostępne niektóre elementy wyposażenia jednostek opartych na programie Rickovera, które w związku z tym miały być uzupełnione na już wybudowanych okrętach w przyszłości.
Ze swojej strony, admirał Rickover wciąż nie pozostawał bierny w sprawie programu CONFORM. W ramach swojej cywilnej funkcji w Departamencie Energii USA, który certyfikuje każdy nowy projekt reaktora w Stanach Zjednoczonych, zablokował prace nad reaktorem NCR dla projektu CONFORM, w ramach zaś funkcji wojskowej – naciskał jednocześnie na rozszerzenie programu SSN-688 o kolejne jednostki, a następnie wydał rozkaz usunięcia wszystkich kopii dokumentacji CONFORM z oficjalnych akt. W związku faworyzowanym przez siebie programem reaktora, Hyman Rickover storpedował ostatecznie program CONFORM. W 1969 roku nowa republikańska administracja porzuciła projekt CONFORM w całości. Obrońcy admirała Rickovera argumentują, że pojawienie się szybkich sowieckich atomowych okrętów podwodnych stanowiło palący problem. Wiceadmirał znalazł jego rozwiązanie – może nie najlepsze z możliwych, ale za to oczywiście wykonalne. Zawsze bowiem można wymyślić i wyprodukować coś lepszego, jednakże admirał przez całą swoją karierę zawodową hołdował zasadzie, że wystarczająco dobra decyzja podjęta dzisiaj, jest lepsza niż optymalna decyzja podjęta pięć lat później. Zgodnie z zasadą, iż lepsze jest wrogiem dobrego, dla Rickovera CONFORM był częścią narastającego zjawiska niebrania pod uwagę czasu.

## Konstrukcja
Opracowywanie wstępnego projektu jednostek D1G rozpoczęto w marcu 1969 roku. W celu redukcji kosztów, znaczny wysiłek włożono w uproszczenie okrętów. Do połowy sierpnia tego roku, długość projektowanego kadłuba zdołano zmniejszyć o 16 stóp z 350, wyporność podwodną zaś do 6600 ton. Już jednak w listopadzie długość wzrosła do 360 stóp, zaś wyporność do 6125 ton w pozycji nawodnej i 6900 ton w zanurzeniu. Program konstrukcyjny przewidywał ścisłą kontrolę nad stosowanymi rozwiązaniami z punktu widzenia ich wpływu na poziom generowanego przez okręt hałasu; w celu absorpcji nowych technologii wyciszających okręty 688 otrzymały również kadłub o większej od jednostek Sturgeon średnicy.

### Napęd
Okręty typu 688 otrzymały ostatecznie napęd atomowy z wykorzystaniem siłowni z jednym chłodzonym wodą reaktorem wodnociśnieniowym S6G. Siłownię reaktora S6G wyprodukował General Electric, jednak reaktor opracowany został przez Knolls Atomic Power Laboratory (KAPL). Siłownia była oryginalnie zaplanowana do wykorzystania z rdzeniem D1G-core 2 – podobnym do reaktora D2G zastosowanego na krążowniku USS „Bainbridge” – zdolnym do wytworzenia mocy 148 MW. Począwszy jednak od USS „Providence”, na tej i kolejnych jednostkach, D1G-2 zastąpiony został w trakcie wymiany paliwa jądrowego rdzeniem D2W. Zespół reaktora zawiera także obwody chłodziwa, konwektor ciepła, generator pary oraz inne systemy zapewniające doprowadzenia pary do maszynowni okrętu. Maszynownia okrętu mieści dwie turbiny wytwarzające energię elektryczną dla wszystkich systemów okrętu oraz napędzające jedną śrubę, z mocą wyjściową do 35 000 KM (26 MW). Napęd okrętów typu Los Angeles dopełnia jeden pomocniczy silnik Magnetek o mocy 325 KM (242 kW).
Cały układ napędowy pozwalał okrętom o wyporności podwodnej 6927 długich ton pływać z prędkością podwodną 33 węzłów. Była ona o kilka węzłów większa niż wcześniejsze okręty typu Sturgeon i identyczna jak okręty typu Skipjack z 1959 roku (z ich oryginalnym napędem), zbliżona także do prędkości osiąganej przez radzieckie okręty projektu 671 (NATO: Victor).

### Kadłub

1. Maszynownia; 2. Przedział reaktora; 3. Okrętowe centrum zarządzania i kontroli; 4. Przedział torpedowy;
5. Sferyczna antena sonaru; 6 – dziobowe i rufowe główne zbiorniki balastowe; 7 – Centrum sonarowe;
8 – Maszynownia pomocnicza; 9 – Mesa załogi

Okręty typu Los Angeles mają wyporność 6927 długich ton w zanurzeniu – 45% więcej od jednostek typu Sturgeon, podczas gdy przenosiły podobną liczbę broni i sensorów, z lepiej jednak wyciszoną maszynerią. Oryginalnie, jednostki tego typu budowane miały być ze stali HY-100, co miało pozwolić na operowanie na głębokości co najmniej 1275 stóp (390 m) – podobnie do jednostek wcześniejszych typów. W związku jednak z napotkanymi trudnościami w obróbce tej stali oraz koniecznością redukcji masy jednostek (w związku z ciężką siłownią jądrową), postanowiono pozostać przy użyciu stali HY-80, co spowodowało zmniejszenie głębokości testowej do 950 stóp (290 m). Masa sekcji reaktora S6G sięgała bowiem 1050 ton, w porównaniu z 650 tonami sekcji z reaktorem S5W stosowanej u poprzedników, co powodowało konieczność redukcji grubości stali kadłuba sztywnego. Z powodu konieczności zmniejszania tonażu okrętów oraz oszczędności przestrzeni, pierwsze jednostki 688 nie otrzymały konstrukcyjnej zdolności prowadzenia operacji podlodowych oraz wykonywania operacji minowych.
Kadłub lekki jednostek 688 ma kształt cylindryczny stożkowo zaokrąglany na dziobie i zwężany na rufie, w którym wykorzystano wnioski płynące z eksperymentów przeprowadzonych za pomocą USS „Albacore”. Do minimum ograniczone zostały w nim elementy wystające z kadłuba, kiosk zaś okrętu jest stosunkowo niewielki i smukły, co ułatwia jego opływ przez wodę. Długość kadłuba wynosi 110 metrów, szerokość zaś 10 metrów.
Kadłub sztywny – główne zbiorniki balastowe umieszczone zostały na dziobie, pomiędzy nimi znajdują się zaś mniejsze zbiorniki, umożliwiające precyzyjne trymowanie okrętu. W 1969 roku postanowiono wyeliminować z konstrukcji ster ogonowy w układzie „Χ”, toteż jednostki tego typu otrzymały ster w układzie „+”. Układ „Χ” zapewnia wprawdzie większą kontrolę nad okrętem, pozwalającą uniknąć niekontrolowanych zmian głębokości, w tym czasie jednak nie był dostępny żaden wystarczająco wiarygodny system komputerowy, który można byłoby zastosować do kontroli tego rodzaju usterzenia. Z tego też względu, zwłaszcza na dużych głębokościach, podobnie jak inne współczesne im jednostki – okręty 688 wymagały od dowódców dużej ostrożności przy wykonywaniu manewrów, w celu uniknięcia niekontrolowanego zwiększania głębokości zanurzenia, co mogło doprowadzić do zmiażdżenia okrętu.

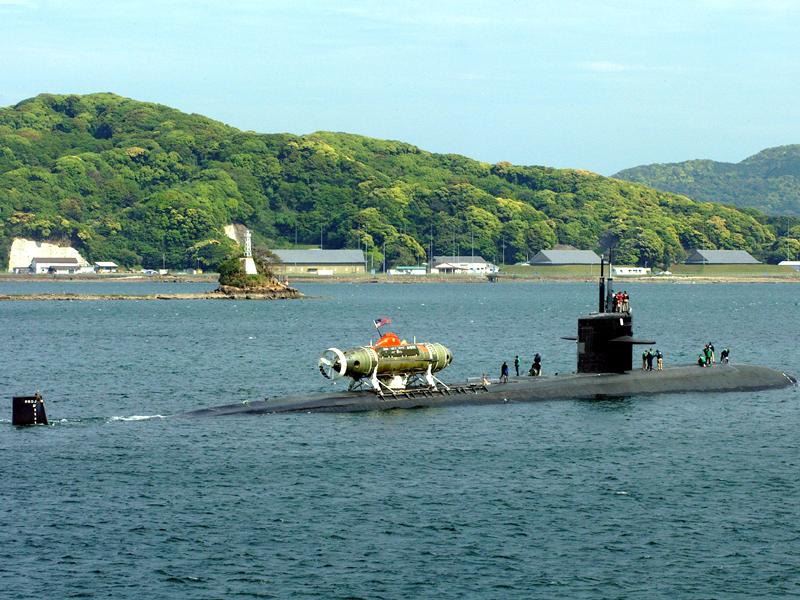
DSRV „Mystic” na pokładzie USS „La Jolla”

W celu zapewnienia przeżycia przynajmniej niektórych członków załogi okrętu, w razie gdyby osiadł na dnie powyżej konstrukcyjnej głębokości zmiażdżenia, okręty typu Los Angeles otrzymały specjalną gródź podtrzymującą, wystarczająco wytrzymałą, aby nie ulec zmiażdżeniu na konstrukcyjnej głębokości zmiażdżenia (nie – z reguły mniejszej – głębokości testowej). Dla trybu awaryjnego (ratunkowego) przede wszystkim przewidziano użycie jednostek DSRV, zamiast komory ratunkowej McCanna o znacznie bardziej ograniczonych możliwościach. W projekcie zredukowano w związku z tym liczbę szybów ratunkowych okrętu, poświęcając je dla włazu o średnicy 76 cm, z którym może się łączyć DSRV.

### Wyciszenie
W trakcie zimnej wojny marynarka wojenna Stanów Zjednoczonych utraciła przewagę nad flotą Związku Radzieckiego w zakresie prędkości oraz dopuszczalnej głębokości zanurzenia okrętów podwodnych. Przez cały jednak czas priorytetem US Navy były jak najlepsze parametry stealth, w szczególności stopień wyciszenia jednostek, a prymatu w tej dziedzinie nigdy nie utraciła. Dowództwo US Navy wychodziło z założenia, iż torpeda zawsze wyprzedzi okręt podwodny, zawsze też będzie w stanie zejść w ataku głębiej niż jej cel. Nie będzie jednak w stanie zniszczyć go, jeśli nie będzie w stanie go zlokalizować bądź śledzić. Mniejszy poziom szumów własnych okrętu daje podwójną korzyść – okręt jest trudniejszy do wykrycia, a własne sensory akustyczne są bardziej wrażliwe na szumy okrętów przeciwnika. Zgodnie z dotychczasową praktyką, szczególny nacisk w programie badawczo rozwojowym oraz projektowym okrętów typu Los Angeles, położono więc na zapewnienie im jak najmniejszego poziomu emitowanego do otoczenia dźwięku. Ostateczny rezultat osiągnięto dzięki najbardziej zaawansowanym w tamtych czasach technologiom izolowania wibracji, wygłuszania kadłuba itp., sukcesywnie też następnie unowocześnianym w czasie służby już wybudowanych okrętów. W efekcie, osiągnięto wyciszenie konstrukcyjnie znacznie przewyższające analogiczne konstrukcje radzieckie tamtego czasu. W połączeniu ze znacznie wyższą też w Stanach Zjednoczonych jakością wykonania poszczególnych elementów jednostek, osiągnięte rezultaty w zakresie wyciszenia wyprzedzały poziom akustycznego stealth ówczesnych okrętów radzieckich o 5 do 10 lat rozwoju. Sytuacji tej nie zmieniło nawet wprowadzenie przez ZSRR do służby najnowszych okrętów projektu 971 (Kod NATO: Akuła), ani nawet produkowanych około roku 1990 – okrętów ulepszonego projektu 671RTM (NATO: Improved Victor III).

Porównanie poziomu szumów okrętów 688 i 688i z innymi typami jednostek

Jednym z najważniejszych obiektywnych parametrów określających stopień wyciszenia okrętów tej klasy jest tzw. prędkość taktyczna, rozumiana jako maksymalna prędkość okrętu podwodnego, przy której może on wykryć okręty podwodne przeciwnika, samemu pozostając niewykrytym. Według ocen zarówno amerykańskiego wywiadu marynarki, jak też doświadczeń wynikających z kontaktów z radzieckimi jednostkami na morzu, okręty Związku Radzieckiego były dobrze wyciszone, jednakże jedynie przy niskich prędkościach. W sytuacji natomiast, gdy miały się przemieszczać z wyższą, użyteczną prędkością, były relatywnie łatwe do wykrycia, śledzenia i trafienia. Prędkość taktyczna okrętów typu Los Angeles wynosiła 10 do 12 węzłów, zaś prędkości taktyczne radzieckich okrętów typów Victor III i Akula (projekt 971) 6 do 8 węzłów. Przemysłowi Związku Radzieckiego, pod koniec istnienia tego państwa, udało się wyprodukować okręty typu ulepszony Victor III – lepiej wyciszone niż pierwsze jednostki Los Angeles typu 688; w tym czasie Stany Zjednoczone miały już jednak w służbie lepiej wyciszone jednostki 688i. Od lat 80., wśród wielu ograniczeń okrętów typu Los Angeles, pojawił się problem ograniczonych już możliwości modernizacyjnych w zakresie akustycznego stealth okrętów tego typu. W wyniku tego marynarka radziecka zaczęła zrównywać się technologicznie z US Navy. Emanacją tego był fakt, iż według amerykańskich ocen wprowadzona do służby przez Rosję – po upadku ZSRR – na początku lat 90. wersja jednostek 971 – Improved Akuła, przewyższyła poziomem swojego wyciszenia wszystkie amerykańskie jednostki Los Angeles. Stało się to możliwe dzięki z jednej strony pewnej skostniałości w sposobie myślenia amerykańskiego technicznego Dowództwa Systemów Morskich (Naval Sea Systems Command) oraz wielu czynnikom po stronie radzieckiej – w tym, obok postępu technicznego, większej dbałości o jakość wykonania i wejściem radzieckich stoczni w posiadanie niektórych zachodnich technologii oraz urządzeń.

### Wyposażenie
Założeniem nowego okrętu była całkowita eliminacja analogowych systemów broni i wyposażenia okrętu. Zastąpienie analogowego wyposażenia systemami cyfrowymi miało pozwolić na zmniejszenie jego masy, zapewniając jednocześnie zwiększenie wiarygodności. System kontroli ognia (fire-control system) miał zawierać tylko jeden typ interfejsu wspólny dla wszystkich kontrolowanych przez niego systemów. W 1968 roku jednak jedyną dostępną w pełni cyfrową bronią były torpedy Mk 48. Konsekwencją założenia o całkowitym ucyfrowieniu Los Angeles była utrata zdolności używania rakietowych pocisków przeciwpodwodnych Subroc. Strata ta wydawała się akceptowalna w przypadku misji eskortowych, w których zwalczanie okrętów podwodnych Związku Radzieckiego na dalekich dystansach mogło przejąć na siebie lotnictwo ZOP. Problemem pozostawało jednak zwalczanie okrętów podwodnych przeciwnika po wykryciu wrogiej jednostki w dużym oddaleniu – w trakcie misji ofensywnej, zwłaszcza na wodach w pobliżu ZSRR. Marynarka amerykańska zarządziła wobec tego przeprowadzenie kolejnego studium, dedykowanego tym razem systemom uzbrojenia nowych okrętów. Jego efektem było między innymi zapotrzebowanie na nowy nie-nuklearny tym razem – w odróżnieniu od Subroc – naprowadzany pasywnie pocisk STAM (Submarine Tactical Missile). Pocisk ten miał mieć możliwość przenoszenia nowoczesnej lekkiej torpedy o zasięgu daleko przekraczającym standardowy zasięg broni przeciwpodwodnej, 5-30 mil morskich. STAM mógł jednak być wyposażony w niewielką głowicę nuklearną, stąd też mógł działać w misjach wsparcia sił strategicznych. Według niektórych źródeł, w lutym 1970 roku STAM otrzymał oznaczenie UGM-89 Perseus. Przy swojej wadze do 3600 kg i rozmiarach 762 × 7620 mm, STAM był jednak zbyt duży do wystrzeliwania ze standardowej wyrzutni torpedowej 533 mm. Rozważano wobec tego instalację tych pocisków w specjalnie zainstalowanych na okrętach typu Permit i wszystkich późniejszych, wyrzutniach pionowych. W marcu 1969 roku koncepcja STAM formalnie zastąpiła wcześniejsze wymaganie możliwości przenoszenia nienuklearnej wersji Subroc. 1 października 1970 roku CNO zwołał nowy komitet ad hoc, którego raport podkreślił znaczenie nowego rodzaju misji dla STAM: kontrola przestrzeni oceanicznych za pomocą broni stand-off. Przenoszone przez okręty podwodne pociski STAM miałyby atakować wrogie okręty wojenne, jak na przykład zgrupowania okrętów nawodnych ZSRR na Morzu Śródziemnym. Istotną kwestią w tym zakresie zaczął się jawić rozwój radzieckich środków zwalczania okrętów podwodnych, który czynił atak podwodny za pomocą konwencjonalnych torped trudnym. Na dodatek, każde takie sowieckie zgrupowanie nawodne mogło być ochraniane przez jeden bądź dwa szybkie okręty podwodne. Rozwiązaniem idealnym w takim przypadku wydawało się odpalenie salwy pocisków rakietowych. Komitet ad hoc opowiedział się wobec tego za użyciem naprowadzanych radarowo pocisków rakietowych o niskiej trajektorii lotu, które mogły zniwelować mankamenty nawet niedokładnego określenia pozycji celów. W celu zapewnienia zdolności do zniszczenia niszczyciela bądź małego krążownika, pociski powinny zostać wyposażone w 1000-funtowe (453,6 kg) głowice. Do 1971 roku możliwości STAM wzrosły jednak do tego stopnia, iż stał się pociskiem manewrującym (ACM) o imponujących właściwościach. UGM-84 Harpoon, który wszedł do służby w 1975 roku, był początkowo traktowany jako przejściowy ACM w oczekiwaniu na docelowy Advanced Cruise Missile, który powinien wejść do służby w roku 1979. Już jednak w 1973 roku anulowano cały program STAM, na rzecz Harpoon.

#### Kontrola ognia i zarządzanie walką

##### System kontroli ognia
W połowie roku 1968 zatwierdzono wyposażenie jednostek typu 688 w ulepszony system kontroli ognia Mk 113 z centralnym zespołem komputerów UYK-7, który zastąpił wcześniejszy system Mk 130. System zdolny był do jednoczesnego prowadzenia dwóch procedur przechwycenia celów ruchomych, z których każda może śledzić dwa cele, a jeden z nich atakować. Kiedy wprowadzano go po raz pierwszy na jednostkach Sturgeon zakładano, iż potroi on efektywność okrętów na których był zastosowany, względem układów na jednostkach Skipjack. W rzeczywistości, ulepszony Mk 113 okazał się dalece potężniejszym układem niż oczekiwano. Wczesne jednostki Los Angeles otrzymały pierwotnie system Mk 113 w zmodernizowanej wersji Mod 10 zastosowanej na ostatnich dwóch okrętach Sturgeon. Było to spowodowane w dużej mierze faktem, że z powodu barier biurokratycznych opracowanie zupełnie nowego, w pełni zintegrowanego systemu było w tym czasie niemożliwe. Postanowiono więc zainstalować system Mk 113 w najnowocześniejszej istniejącej wersji, po czym stopniowo go unowocześniać. W odróżnieniu od wcześniejszych wersji Mk 113, Mod 10 zdolny był do jednoczesnego śledzenia znacznie większej liczby celów niż miał konsoli operatorskich. W typowej sytuacji, operator konsoli mógł obsługiwać do 10 celów w jednostce czasu – tymczasem centralny komputer systemu mógł jednocześnie przeprowadzać około 20 analiz TMA (Target Motion Analyses). Operatorzy mogli przywoływać dane różnych celów z pamięci komputerowej, co jednak nie zapewniało obsługi każdego celu w czasie rzeczywistym. Miało to duże znaczenie wobec zmienności sytuacji, zwłaszcza przy uwzględnieniu zagadnienia, iż system kontroli ognia mógł w każdej chwili zostać zaopatrzony przez system sonarowy w dane nowych celów, wykrytych już na bardzo dalekich dystansach. Często także mogły zostać uchwycone dźwięki obiektów niebędących okrętami podwodnymi, czy też w ogóle celami, stąd też duża waga samodzielnych analiz TMA przeprowadzanych przez zintegrowany okrętowy system komputerowy. System zdolny był do samodzielnej określania charakterystyki obiektów, ich identyfikacji, a w razie potrzeby automatycznej dyskwalifikacji jako cele. System komputerowy posiadał już tak dużą moc obliczeniową, że operator konsoli mógł bezpośredni wpływać na procesy TMA, za pomocą techniki zwanej MATE (Manual Adaptive TMA Evaluation). Operator mógł osobiście określać kurs celu – w procedurach TMA – jego prędkość oraz odległość, przez wprowadzanie przyszłych alternatyw, uwzględniających rzeczywiste dane wynikające z bieżących pomiarów. W stosowanej w tym czasie technologii, Mk 113 wciąż zawierał urządzenia o masie ok. 1,5 tony, których jedynym zadaniem była konwersja danych między formami analogową oraz cyfrową, a także obliczanie kąta wyprzedzenia dla torped. Centralny komputer systemu asystował także przy nawigacji okrętu, w tym prawdopodobnie w zakresie specjalnych manewrów TMA.

##### System zarządzania walką
Jednostki tego typu otrzymały pierwotnie system zarządzania walką Mk 117. Finansowanie rozwoju tego systemu rozpoczęło się w roku budżetowym 1973, zaś testy rozwojowe zakończono w sierpniu 1977 roku. Pierwszą jednostką typu Los Angeles która otrzymała nowy system, był USS „Dallas”. W następnej kolejności zaopatrzono w niego wcześniej wybudowane okręty. Po zaimplementowaniu w systemie obsługi pocisków Tomahawk, Mk 117 zmienił oznaczenie na CCS (Combat Control System) Mk 1. System nie osiągnął jednak nawet 1/5 teoretycznej sprawności śledzenia. 17 kwietnia 1980 roku ogłoszono wymagania dla nowego, w pełni już integrującego wszystkie systemy okrętu, systemu pod oznaczeniem AN/BSY-1 bądź SUBACS (Submarine Advanced Combat System), którego instalacja na okrętach typu Improved Los Angeles rozpoczęła się od roku 1987, począwszy od okrętu prototypowego typu 688i „San Juan”. Niektóre źródła podają jednak, iż układ ten wszedł do służby na okrętach dopiero w roku 1989.

#### Sensory i środki elektroniczne

##### Peryskopy
Okręty Los Angeles otrzymały mniejsze niż w przypadku jednostek Sturgeon zdolności obserwacji. 688 otrzymały jedynie cztery maszty – w porównaniu do sześciu u poprzedników – chociaż ich możliwości wzrosły w niektórych zakresach, dzięki wprowadzeniu zminiaturyzowanych systemów walki elektronicznej (Electronic Support Measures – ESM). Otrzymały także nowy peryskop Typ 18, zapewniający osiemnastokrotnie większe powiększenie przy wysokiej mocy niż dotychczas stosowany Typ 8. Kontrakt na dostawy w tym zakresie otrzymał Kollmorgen, który wygrał rywalizację z Itek Corporation, dzięki zaoferowaniu możliwości użycia kamery bez konieczności zdejmowania osłony peryskopu. Ostatecznie, doprowadziło to do powszechnego użytku kamer telewizyjnych, z których obraz rozprowadzany jest po całym okręcie za pomocą systemu Pereviz oraz nagrywany.

##### Sonary
Podstawowym sensorem jednostek Los Angeles jest jednak system sonarowy AN/BQQ-5D/E. BQQ-5 był pierwszym w pełni cyfrowym pasywno-aktywnym układem sonarowym amerykańskiej marynarki wojennej

##### Elektroniczne środki rozpoznania

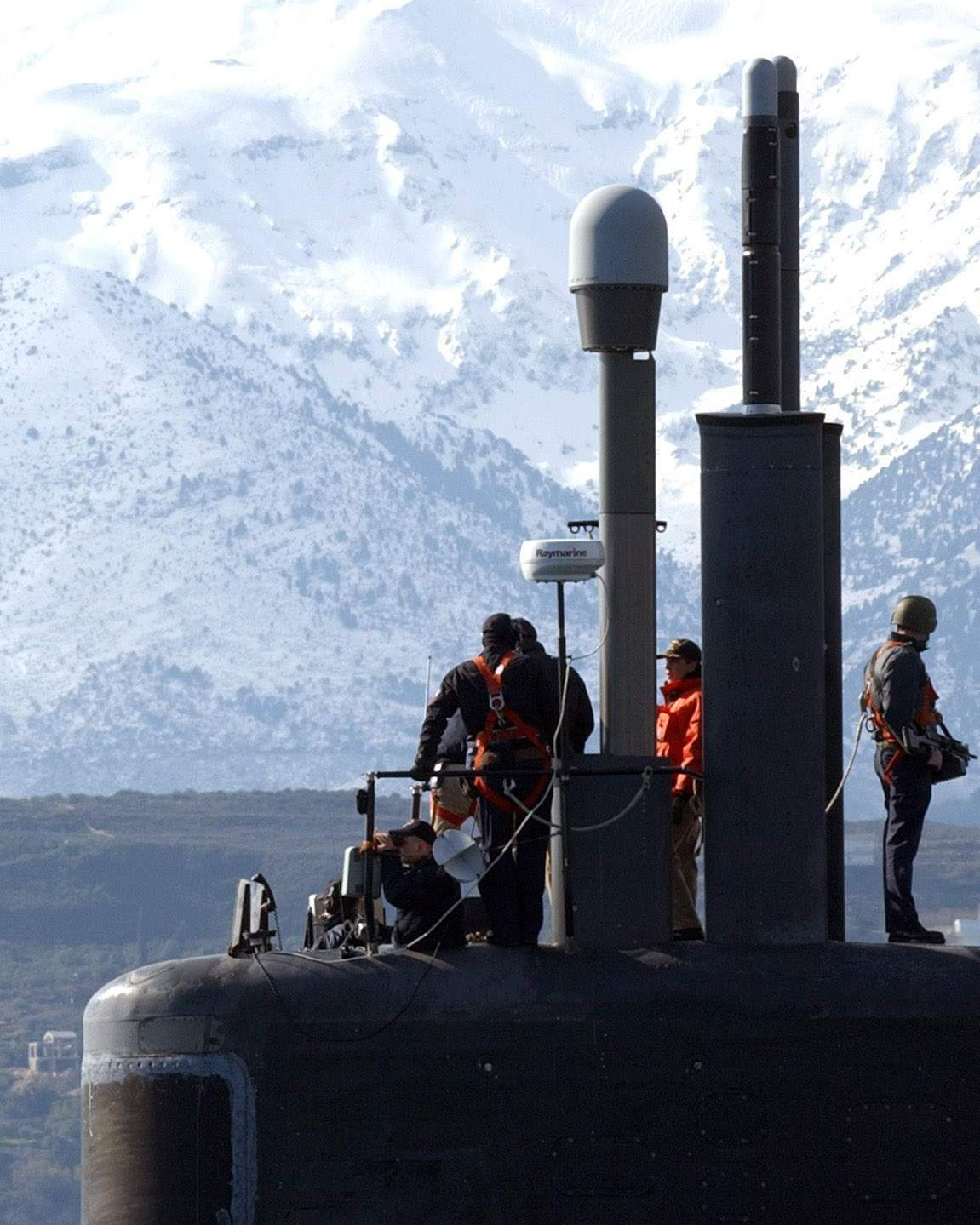
USS „Annapolis”: widoczne maszty WLR-8(V)2 oraz dwóch peryskopów. Na przodzie kiosku widoczna obudowa anteny systemu MIDAS

Podstawowym bojowym środkiem przeciwdziałania jednostek typu Los Angeles jest taktyczny system wykrywania i analizy emisji elektromagnetycznej radarów – AN/WLR-8(V)2, stanowiący element systemu walki elektronicznej i obserwacji. System wykrywa emisję w zakresie częstotliwości 50 MHz – 18 GHz. Za pomocą dwóch cyfrowych komputerów, WLR-8 zapewnia m.in.:
- automatyczne określenie kierunku, z jakiego nadeszła fala elektromagnetyczna;
- klasyfikację i identyfikację sygnału;
- sekwencyjne i równoczesne skanowanie szerokiego zakresu częstotliwości;
- wykrywanie aktywności sygnału celem ostrzegania o zagrożeniu;
- analizę parametrów sygnału, takich jak częstotliwość, częstotliwość powtarzania impulsu (PRF), modulacja, szerokość impulsu, amplituda, czy częstotliwość skanowania;
- zobrazowanie paramentów wykrytego sygnału dla operatora systemu;
- kierunkowe poszukiwanie w specyficznym (określonym) segmencie.

W skład AN/WLR-8(V)2 wchodzi siedem opartych na ferrogranacie itru odbiorników typu YIG oraz wektorowanych odbiorników superheterodynowych. WLR-8(V) jest zmodyfikowaną wersją taktycznego systemu ESM (Electronic Warfare Support Measure) WLR-8 zapewniającego przechwycenie, obserwację oraz analizę parametrów sygnałów elektromagnetycznych w celu właściwego ostrzegania o zagrożeniu. System ten wykrywa elektromagnetyczną emisję radarową naprowadzanych radarowo pocisków przeciwokrętowych. Zapewnia przy tym pomiar, analizę i ocenę kierunku, z jakiego emitowane są fale, częstotliwości, typu modulacji, liczby impulsów w jednostce czasu, szerokości pasma impulsu oraz parametrów ich amplitudy. W odmianie systemu WLR-8(V) – AN/WLR-8(V)2, zastosowano pakiet ekstremalnie wysokich częstotliwości, rozszerzający pasmo częstotliwości emisji wykrywanej przez układ, do fal milimetrowych (EHF). Systemy te wspierane są przez radary AN/BPS-15 albo AN/BPS-16 o mocy odpowiednio 35 i 50 kW, których zadaniem jest obserwacja powierzchni w pasmach I/J. W skład systemów ESM wchodzą także układy BRD-7 i WLR-1H (SSN771-773) oraz systemy ostrzegawcze AN/WSQ-5 (na peryskopie) i AN/WLR-10.

#### Uzbrojenie
Podstawowym uzbrojeniem jednostek 688 są torpedy Mk 48 ADCAP oraz wystrzeliwane spod wody przeciwokrętowe oraz woda-ziemia pociski manewrujące Tomahawk SLCM.

##### Torpedy
Okręty typu Los Angeles uzbrojone są w torpedy Mk 48 ADCAP, które mogą być wystrzeliwane z czterech dziobowych wyrzutni torpedowych kalibru 21" (533 mm). Torpedy te mogą być zdalnie naprowadzane za pomocą rozwijanego przewodu lub poprzez samonaprowadzanie wbudowanym sonarem pasywno-aktywnym. Prawdopodobnie, oficjalnie podawana maksymalna głębokość ataku: „większa niż 1200 stóp” (366 metrów) różni się znacznie od prawdziwej i wynosi w rzeczywistości 3000 stóp (914 metrów).

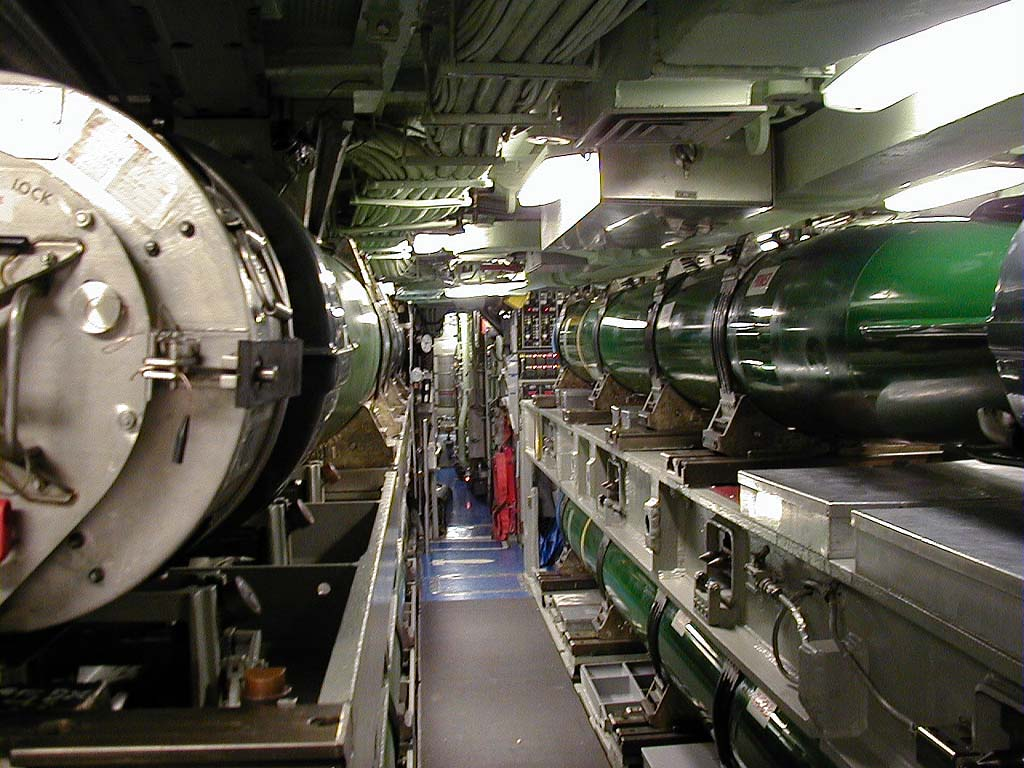
Bojowe torpedy Mk 48 ADCAP w rakach pod pokładem USS „Pasadena”

Oficjalny zasięg torpedy wynosi „więcej niż 5 mil” (8 km), przy prawdopodobnych maksymalnych prędkościach 40 do 55 węzłów, zasięg torpedy wynosi jednak w rzeczywistości odpowiednio 40 km i 38 km. Mk 48 wyposażona jest w głowicę z konwencjonalnym ładunkiem wybuchowym PBXN-103 o masie 292,5 kg (ekwiwalent 544 kg TNT)
Torpedy Mark 48 opracowane zostały przede wszystkim jako broń przeciwko okrętom podwodnym, zwłaszcza przeciw szybkim radzieckim jednostkom zdolnym do bardzo głębokiego zanurzania. Mogą również służyć do zwalczania okrętów nawodnych, dysponując przy tym inteligentnym zapalnikiem, powodującym eksplozję głowicy pod stępką okrętu, w celu uszkodzenia jego wewnętrznej struktury. Program konstrukcyjny tych torped zmierzał w pierwszym rzędzie do:
- zwiększenia dystansu, z jakiego sensory torpedy zdolne są zbierać informacje;
- zminimalizowania wpływu otaczającego pocisk środowiska oraz stosowanych przez przeciwnika środków przeciwdziałania;
- zminimalizowania wpływu ograniczeń taktycznych własnego okrętu oraz
- zwiększenia zdolności walki z celami powierzchniowymi (nawodnymi).

Mk 48 porusza się dzięki pędnikowi wodnoodrzutowemu o dwóch przeciwbieżnych śrubach napędzanych gazowym silnikiem tłokowym, będąc zdolną do ponawiania ataku na cel.

##### Pociski manewrujące
Po początkowym osiągnięciu przez morskie pociski manewrujące wysokiego znaczenia w hierarchii amerykańskiego uzbrojenia, ich rola stopniowo malała wraz ze wzrostem znaczenia pocisków odpalanych z powietrza (Air-Launched Cruise Missile – ALCM). Podstawowym argumentem podnoszonym przeciwko używaniu przez okręty pocisków typu cruise, było odciąganie jednostek od ich pierwszoplanowych zadań oraz „konkurencja” o ograniczoną przestrzeń na pokładzie. Rozważaniom podlegała także użyteczność tego rodzaju pocisków w marynarce, o ile miały być uzbrojone jedynie w głowice konwencjonalne. Sytuację tę zmieniły dopiero sukcesy opracowanych w ZSRR pocisków P-15 Termit (NATO: Styx, SS-N-2) przeciwko izraelskim (w roku 1966) i pakistańskim (1971) niszczycielom, a także osiągnięcia francuskich pocisków Exocet przeciwko marynarce brytyjskiej (1982), które wstrząsnęły marynarkami wojennymi na świecie. Konstatując wzrost roli morskich pocisków samosterujących, od 1977 do 1981 roku planowana liczba rozmieszczonych w US Navy pocisków SLCM (Submarine-Launched Cruise Missile) wzrosła z 1200 do 3994 sztuk. Pierwszymi rozmieszczonymi morskimi pociskami manewrującymi były konwencjonalnie uzbrojone pociski przeciwokrętowe oraz woda-ziemia, dyslokowane w marcu 1983 roku na pokładzie pancernika USS „New Jersey”. W porównaniu do Exocet, morskie pociski Tomahawk miały 10-krotnie większy zasięg oraz czterokrotnie większą masę głowicy, oferowały też kilka dodatkowych usprawnień. Zapoczątkowany w 1972 roku rozwój morskiego pocisku manewrującego doprowadził do pierwszego testu ze startem podwodnym w 1978 roku. Pociski, które w 1983 roku weszły do służby na pokładzie USS „New Jersey”, znane były jako BGM-109 Tomahawk. Trzy lata później (1986 r.) dokonano jednak podziału klasyfikacyjnego tych pocisków: na odpalane z okrętów nawodnych RGM-109 oraz UGM-109 odpalane z zanurzonych okrętów podwodnych. Oryginalnie zaplanowano trzy wersje pocisku odpalane z okrętów nawodnych oraz podwodnych:
- UGM-109A TLAM-N (Tomahawk Land Attack Missile – Nuclear);
- UGM-109B TASM (Tomahawk Anti-Ship Missile);
- UGM-109C TLAM-C (Tomahawk Land Attack Missile – Conventional) z głowicą konwencjonalną.

W 1989 roku weszła jednak do służby czwarta wersja pocisku – UGM-109D TLAM-D z konwencjonalną głowicą wyposażoną w subamunicję, a następnie sieciocentryczny Tactical Tomahawk (2002 r.).
Marynarka zaplanowała wprowadzenie SLCM uzbrojonego w głowice nuklearną jako ostatni wprowadzony do służby pocisk tego rodzaju. Wkrótce jednak TLAM-N uzyskał wyższy priorytet, co znalazło odbicie we wprowadzeniu go do wstępnej gotowości operacyjnej (IOC) w czerwcu 1984 roku, zarówno na okrętach podwodnych, jak i nawodnych (z zasięgiem 1400 mil morskich). Po przeprowadzeniu w późnych latach 70. dyskusji nad sposobami startu SLCM, marynarka odrzuciła początkowo koncepcję startu z pionowych wyrzutni VLS zmodyfikowanych okrętów Polaris-Poseidon, decydując się na start z wyrzutni torpedowych okrętów myśliwskich typu Los Angeles. Dalszy rozwój technologiczny oraz kwestie prawne zdecydowały o umieszczeniu pocisków SLCM w pionowych wyrzutniach VLS, a także w zmodyfikowanych wyrzutniach pionowych okrętów Trident, i w specjalnie do tego celu zaprojektowanych wyrzutniach VLS wielozadaniowych jednostek typu Virginia.
Waga każdego z pocisków UGM-109 wraz z mieszcząca go kapsułą wynosi 1950 kg, długość wraz silnikiem startowym 6,25 m, rozpiętość skrzydeł zaś 2,62 m.

## Budowa okrętów
Na przełomie lat 60. i 70. nie było jeszcze jasne, jak dużo okrętów HSNAS (High-speed Nuclear Attack Submarine) typu Los Angeles zostanie wybudowanych. Na sytuację w tej mierze wpływała niejasność co do dalszych losów okrętu opracowywanego w programie CONFORM, lecz także kwestie kosztów oraz kilku niedopracowanych jeszcze podsystemów. W połowie 1969 roku szef operacji morskich postanowił, iż celem zaoszczędzenia czasu, szybkie okręty powinny być wdrożone do produkcji bez oczekiwania na ukończenie programów R&D niektórych ważnych urządzeń, jak system ostrzegania o namierzeniu radarem, czy system pułapek przeciwtorpedowych. Podsystemy te miały zostać zainstalowane w późniejszym czasie, w ramach z góry przewidzianego programu CIP (Class Improvement Plan). Istotnym argumentem za jak najszybszym wdrożeniem budowy okrętów było też ryzyko szybkiego wzrostu kosztów budowy, w razie dłuższej zwłoki. W tym kontekście, budowa okrętów bez wszystkich podsystemów mogła spowodować pewne oszczędności, i to mimo że program CIP sam w sobie generował pewne koszty. Ostatecznie, argument możliwego wzrostu kosztów przeważył szalę. Do programu finansowania pierwszych jednostek na rok budżetowy 1970 Departament Obrony dodał 3 okręty rocznie na lata 1970–1974 (zamiast dwóch jednostek rocznie – jak poprzednio planowano). Marynarka sugerowała po 4 jednostki na lata budżetowe 1971 i 1972, a następnie 5 na rok 1973. Departament Obrony zdecydował się jednak wnioskować do Kongresu o przyznanie środków na 3 okręty rocznie w latach 1970 i 1971, a po 4 w latach 1972 i 1973. Zwolennicy admirała Rickovera w Kongresie dodali natomiast dodatkowe środki, w konsekwencji US Navy otrzymała fundusze na cztery jednostki w roku 1971, pięć w 1972 oraz 6 w 1973. Zniesiono ograniczenia liczby okrętów przewidziane w planach McNamary; projektowane rozmiary floty podwodnej zostały zwiększone do 90 jednostek SSN. Osiągnięcie tych rozmiarów floty przy zakładanym 24-letnim czasie używania okrętów, wymagało budowy ze średnią 3,75 okrętu na rok. W tym czasie, okręty z reaktorem D1W przestały być już rozważane jako następcy jednostek typu Los Angeles.

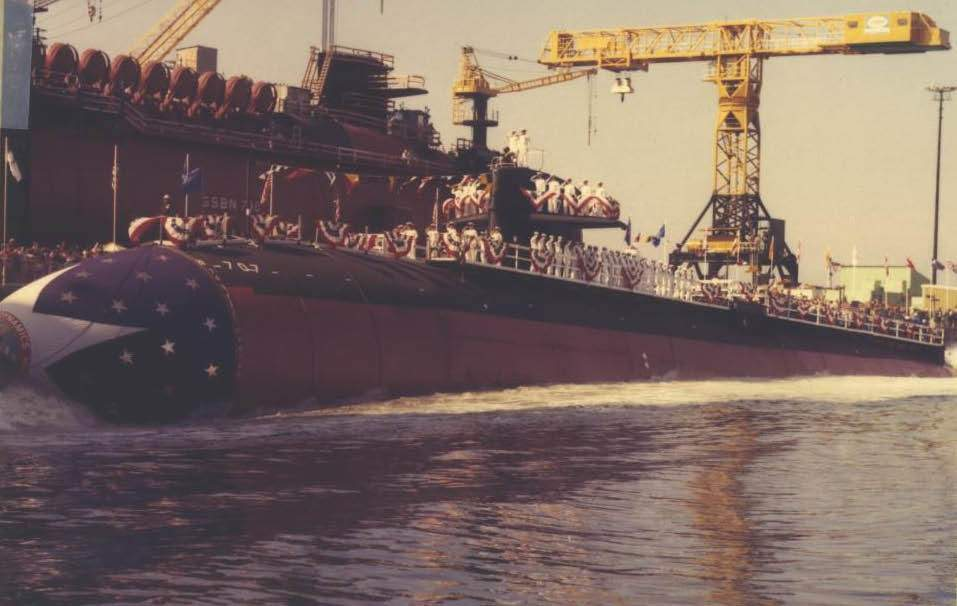
Stocznia Electric Boat – wodowanie „Portsmouth” przy jednoczesnej budowie jednostek Ohio – w tle widoczna „Florida”

Stocznia Electric Boat (GD/EB) przez wiele lat pozostawała podstawowym konstruktorem amerykańskich okrętów podwodnych. Marynarka Stanów Zjednoczonych stwierdziła jednak potrzebę rozwoju potencjału konstrukcyjnego u alternatywnego dostawcy projektów, toteż w listopadzie 1969 roku konstrukcję nowego typu jednostek powierzyła stoczni Newport News Shipbuilding and Dry Dock Company. Po raz pierwszy w historii stoczni Newport News – przedsiębiorstwa, które swój pierwszy okręt podwodny (dla marynarki rosyjskiej) wybudowało w roku 1905 – stocznia ta otrzymała wiodącą rolę w programie budowy okrętu z napędem atomowym. W ślad za tym, w lutym 1970 roku Newport News otrzymała wstępny kontrakt na budowę pierwszego okrętu – jednostki prototypowej. Do 1982 roku marynarka udzieliła tej stoczni czterech zamówień na dalsze 15 jednostek 688. W styczniu 1971 roku kontrakt na siedem jednostek otrzymała stocznia Electric Boat. W październiku zaś 1973 roku, Electric Boat otrzymała kontrakt na kolejnych siedem okrętów – niezależnie o od wątpliwości samej marynarki, czy EB zdolna jest wykonać zamówienie w terminie – a w grudniu tego samego roku, na następne cztery. W konsekwencji, w ciągu 35 miesięcy US Navy udzieliła Electric Boat zamówień na 18 okrętów – aż 78 procent zaplanowanego programu konstrukcyjnego.
Już we wczesnej fazie programu konstrukcyjnego stało się jasne, że Newport News będzie miała problemy z opracowaniem konstrukcji i terminowym zapewnieniem informacji konstrukcyjnych. Dwa lata po zawarciu kontraktu, stocznia przekazała Electric Boat zaledwie połowę z 5368 rysunków technicznych, które miały być ostatecznie użyte do konstrukcji nowego typu okrętów. Na początku 1974 roku, mimo że Electric Boat była spóźniona o siedem miesięcy z dostawą pierwszych siedmiu zamówionych u niej jednostek 688, marynarka zawarła z tą stocznią kontrakt na budowę czterech pierwszych jednostek Trident. Kumulowanie zamówień doprowadziło Electric Boat do zwiększenia zatrudnienia z 12 000 do 19 tysięcy osób w styczniu 1971 roku oraz do 26 tysięcy na początku roku 1977. Stocznię zaczęły wobec tego nękać problemy związane ze skumulowanym efektem niskiej wydajności pracy, braku doświadczenia nowych pracowników oraz opóźnień w dostarczaniu niezbędnych informacji przez stronę rządową.
Właściwe kontrakty na budowę pierwszych 12 jednostek nowego typu, których budowa została autoryzowana przez Kongres na lata budżetowe 1970-1972, US Navy zawarła w 1971 roku. Budowę pierwszego okrętu powierzono stoczni Newport News Shipbuilding (NNS) w Wirginii. Znaczącą przy tym okolicznością jest fakt, że od 1974 roku stocznie Newport News oraz Electric Boat stały się jednymi amerykańskimi stoczniami budującymi okręty tej klasy.
Program budowy serii okrętów typu Los Angeles borykał się z olbrzymimi kłopotami. Obydwie stocznie budowały jednostki Sturgeon, Electric Boat zaangażowana była w przygotowania do budowy jednostek SSBN typu Ohio, Newport News związana była także kontraktami na budowę cywilnych statków komercyjnych. Ta stocznia oficjalnie rozpoczęła budowę pierwszego okrętu 688 – „Los Angeles” w 1972 roku. Pierwszym okrętem typu, który miał być zbudowany w Electric Boat, była „Philadelphia”, której budowę także rozpoczęto w 1972 roku. Obie stocznie doświadczały w tym czasie problemów w ich programach budowy okrętów podwodnych, Electric Boat znajdowała się jednak w niemal krytycznej sytuacji – z winy Newport News, która jako wiodąca stocznia programu nie dostarczyła Electric Boat na czas wszystkich niezbędnych projektów, ale także wysokich kosztów energii, zmian projektów, ingerencji Dowództwa Systemów Morskich i admirała Rickovera, niewydolności samej EB, odkryciu setek nieprawidłowych spawów kadłuba, a w niektórych przypadkach wręcz ich braku.
Do końca roku 1974, Electric Boat miała kontrakty na 18 okrętów 688, o łącznej wartości 1,2 miliarda dolarów. W tym samym czasie stocznia Newport News miała zakontraktowanych jedynie sześć jednostek tego typu – przy zaniżeniu kosztów ofertowych EB na inne okręty podwodne. Już wkrótce wewnętrzny audyt w stoczni wykazał potencjalne przekroczenie kosztów o 800 milionów, w sytuacji, gdy budowa większości zamówionych jednostek nie została jeszcze nawet rozpoczęta. Co gorsza, szacowane koszty poszczególnych jednostek programu 688 rosły zamiast maleć po wyprodukowaniu egzemplarzy prototypowych przez każdą ze stoczni. Podczas gdy – przy cichszym napędzie – wyporność okrętów typu 688 była o 45% większa od wyporności jednostek Sturgeon, obydwa typy wyposażone były w zasadniczo takie same systemy broni i sensorów. Porównując koszty budowy obydwóch typów okrętów należy wskazać, że zgodnie z danymi Departamentu Marynarki koszt ostatniego (37.) okrętu typu Sturgeon w roku budżetowym 1978 wynosił 186 milionów dolarów, podczas gdy koszt budowy – w przeliczeniu na dolary z tego samego roku – 32. okrętu 688 wyniósł 343 mln dolarów. Warto przy tym dodać, że cena 186 mln dolarów za jednostkę typu Sturgeon obejmowała także koszt modernizacji jej systemów sonarowego oraz kontroli ognia do standardu 688, który wynosił 22 mln dolarów każdy. Porównanie tych kosztów wskazuje, iż za cenę dwóch okrętów typu 688 możliwa była budowa ponad trzech okrętów Sturgeon, o dość zbliżonych własnościach bojowych.
W 1974 roku sekretarz obrony zaproponował budowę pięciu okrętów co dwa lata, począwszy od roku 1976 aż do końca lat 70.: 2 na rok budżetowy 1976, 3 na rok 1977, 2 w roku 1978 oraz 3 w roku 1979. Budowa w takim tempie okazała się jednak zbyt droga – w 1976 roku program na lata 1977–1981 został zmniejszony do dwóch jednostek rocznie. Wkrótce jednak i to okazało się zbyt dużą liczbą. W 1979 roku sekretarz obrony Donald Rumsfeld ogłosił, że w latach 1979–1980 rozpoczęta zostanie budowa jedynie jednego okrętu w każdym roku, z dwom jednostkami rocznie w latach 1981–1982. W rzeczywistości jednak, dodatkowy okręt dodano już w roku 1977 – redukując jednak program na rok 1978 do jednego okrętu. Administracja Cartera podtrzymała plan Rumsfelda na rok 1979, zwiększyła jednak plan na rok 1980 do dwóch jednostek, utrzymując tę wielkość aż do 1983 roku. Jednym z zamówień roku budżetowego 1982 był już jednak kontrakt na pierwszą jednostkę ulepszonego typu Los Angeles (Improved Los Angeles) USS „San Juan”.
Niespodziewanie na początku programu, równoległy program budowy strategicznych jednostek typu Ohio w stoczni Electric Boat, zagroził całemu programowi Los Angeles. W sierpniu 1977 roku marynarka Stanów Zjednoczonych ogłosiła półroczne opóźnienie ukończenia pierwszej jednostki typu Trident/Ohio, której budowę rozpoczęto w połowie roku 1974. Już w listopadzie 1977 roku rzecznik marynarki przyznał, iż pierwszy Trident ma roczne spóźnienie wobec przyjętego harmonogramu, a jego koszt wzrósł o 50% – wobec zakładanych 800 milionów dolarów – do niemal 1,2 miliarda. Krytyczną sytuację jeszcze bardziej gmatwały pozwy sądowe, kontr-pozwy, tuszowania faktów, kłamstwa, skrycie podsłuchiwane i nagrywane spotkania oraz przesłuchania przed Kongresem. Gdy w trakcie jednego z takich przesłuchań w sprawie programu Trident, przedstawiciel Dowództwa Systemów Morskich przyznał przed komisją Kongresu, że przekroczenie kosztów w budowie szesnastu okrętów myśliwskich typu 688 sięgnęło już pół miliarda ówczesnych dolarów, jedynie najwyższy priorytet budowy okrętów Trident uratował stocznię Electric Boat przed całkowitym zamknięciem jakiejkolwiek produkcji okrętów podwodnych w tej stoczni. Gdy w 1981 roku sekretarzem marynarki w administracji nowego prezydenta Ronalda Reagana został John Lehman, zamierzał przenieść cała produkcję zarówno jednostek Trident, jak i 688 do Newport News. Skończyło się jednak na podjęciu drakońskiego programu zapobieżenia katastrofie, opartego na zawartej 22 października 1981 umowie z General Dynamics (właścicielem Electric Boat), jednym z ważnych elementów którego było zwolnienie ze służby admirała Rickovera.
|                          | Numer kadłuba | Stocznia      | Początek budowy      | Wodowanie            | Wejście do służby    |
| ------------------------ | ------------- | ------------- | -------------------- | -------------------- | -------------------- |
| „Los Angeles”            | SSN-688       | Newport News  | 8 stycznia 1972      | 6 kwietnia 1974      | 13 listopada 1976    |
| „Baton Rouge”            | SSN-689       | Newport News  | 18 listopada 1972    | 26 kwietnia 1975     | 25 czerwca 1977      |
| „Philadelphia”           | SSN-690       | Electric Boat | 12 sierpnia 1972     | 19 października 1974 | 25 czerwca 1977      |
| „Memphis”                | SSN-691       | Newport News  | 23 czerwca 1973      | 3 kwietnia 1976      | 17 grudnia 1977      |
| „Omaha”                  | SSN-692       | Electric Boat | 27 stycznia 1973     | 21 lutego 1976       | 11 marca 1978        |
| „Cincinnati”             | SSN-693       | Newport News  | 6 kwietnia 1974      | 19 lutego 1977       | 11 marca 1978        |
| „Groton”                 | SSN-694       | Electric Boat | 3 sierpnia 1973      | 9 października 1976  | 8 lipca 1978         |
| „Birmingham”             | SSN-695       | Newport News  | 26 kwietnia 1975     | 29 października 1977 | 16 grudnia 1978      |
| „New York City”          | SSN-696       | Electric Boat | 15 grudnia 1973      | 18 czerwca 1977      | 3 marca 1979         |
| „Indianapolis”           | SSN-697       | Electric Boat | 19 października 1974 | 30 lipca 1977        | 5 stycznia 1980      |
| „Bremerton”              | SSN-698       | Electric Boat | 8 maja 1976          | 22 lipca 1978        | 28 marca 1981        |
| „Jacksonville”           | SSN-699       | Electric Boat | 21 lutego 1976       | 18 listopada 1978    | 16 maja 1981         |
| „Dallas”                 | SSN-700       | Electric Boat | 9 października 1976  | 28 kwietnia 1979     | 18 lipca 1981        |
| „La Jolla”               | SSN-701       | Electric Boat | 18 października 1976 | 11 sierpnia 1979     | 24 października 1981 |
| „Phoenix”                | SSN-702       | Electric Boat | 30 lipca 1977        | 8 grudnia 1979       | 19 grudnia 1981      |
| „Boston”                 | SSN-703       | Electric Boat | 11 sierpnia 1978     | 19 kwietnia 1980     | 30 stycznia 1982     |
| „Baltimore”              | SSN-704       | Electric Boat | 21 maja 1979         | 13 grudnia 1980      | 24 lipca 1982        |
| „City of Corpus Christi” | SSN-705       | Electric Boat | 4 września 1979      | 25 kwietnia 1981     | 8 stycznia 1983      |
| „Albuquerque”            | SSN-706       | Electric Boat | 27 grudnia 1979      | 13 marca 1882        | 21 maja 1983         |
| „Portsmouth”             | SSN-707       | Electric Boat | 8 maja 1980          | 18 września 1982     | 1 października 1983  |
| „Minneapolis-Saint Paul” | SSN-708       | Electric Boat | 30 stycznia 1981     | 19 marca 1983        | 10 marca 1984        |
| „Hyman G. Rickover”      | SSN-709       | Electric Boat | 24 lipca 1981        | 27 sierpnia 1983     | 21 lipca 1984        |
| „Augusta”                | SSN-710       | Electric Boat | 1 kwietnia 1982      | 21 stycznia 1984     | 19 stycznia 1985     |
| „San Francisco”          | SSN-711       | Newport News  | 26 maja 1977         | 27 października 1979 | 24 kwietnia 1981     |
| „Atlanta”                | SSN-712       | Newport News  | 17 sierpnia 1978     | 16 sierpnia 1980     | 6 marca 1982         |
| „Houston”                | SSN-713       | Newport News  | 29 stycznia 1979     | 21 marca 1981        | 25 września 1982     |
| „Norfolk”                | SSN-714       | Newport News  | 1 sierpnia 1979      | 31 października 1981 | 21 maja 1983         |
| „Buffalo”                | SSN-715       | Newport News  | 21 stycznia 1980     | 8 maja 1982          | 5 listopada 1983     |
| „Salt Lake City”         | SSN-716       | Newport News  | 6 sierpnia 1980      | 16 października 1982 | 12 maja 1984         |
| „Olympia”                | SSN-717       | Newport News  | 31 marca 1981        | 30 kwietnia 1983     | 17 listopada 1983    |
| „Honolulu”               | SSN-718       | Newport News  | 10 listopada 1981    | 24 września 1983     | 6 lipca 1985         |

### 688 VLS
Oryginalne okręty typu 688 miały cztery wyrzutnie torpedowe 533 mm oraz przestrzeń dla zmagazynowania 21 pocisków. W razie przenoszenia – przykładowo – ośmiu pocisków manewrujących Tomahawk, przestrzeń magazynowa zmniejszała się do zdolnej zmieścić siedemnaście jednostek torped, rakietowych pocisków przeciwpodwodnych SUBROC oraz pocisków przeciwokrętowych Harpoon. W określonych warunkach mogło to stanowić pewne ograniczenie, zwłaszcza że w razie przenoszenia w dwóch z czterech wyrzutni dwóch torped, na pozostałe pociski pozostawały jedynie dwie wyrzutnie. Typowa radziecka nawodna grupa uderzeniowa składała się z dwóch krążowników oraz sześciu niszczycieli. Zakładając użycie dwóch do trzech pocisków przeciwko każdemu z tych celów, niezbędne było użycie 16 do 24 jednostek broni. Do zwalczania celów pojedynczych, w celu zapewnienia dużej elastyczności, marynarka chciała posiadać okręty zdolne do wykonania 9-10 ataków, bez konieczności przeładowywania – co wymagało 18 do 20 pocisków w wyrzutniach. Początkowo podejmowane w tym zakresie działania doprowadziły do powstania koncepcji nowego typu okrętu przenoszącego także pociski umieszczone w pionowych wyrzutniach umieszczonych tuż za kioskiem, o charakterze zbliżonym do radzieckich jednostek projektu 949 (NATO: Oscar). Okręt według nowej koncepcji określano mianem „APHNAS” (Advanced Performance High-speed Nuclear Attack Submarine), w odróżnieniu od HSNAS (High-speed Nuclear Attack Submarine bądź Los Angeles) – z czasem jednak projekt APHNAS zarzucono, decydując się na zwiększenie możliwości bojowych jednostek HSNAS.

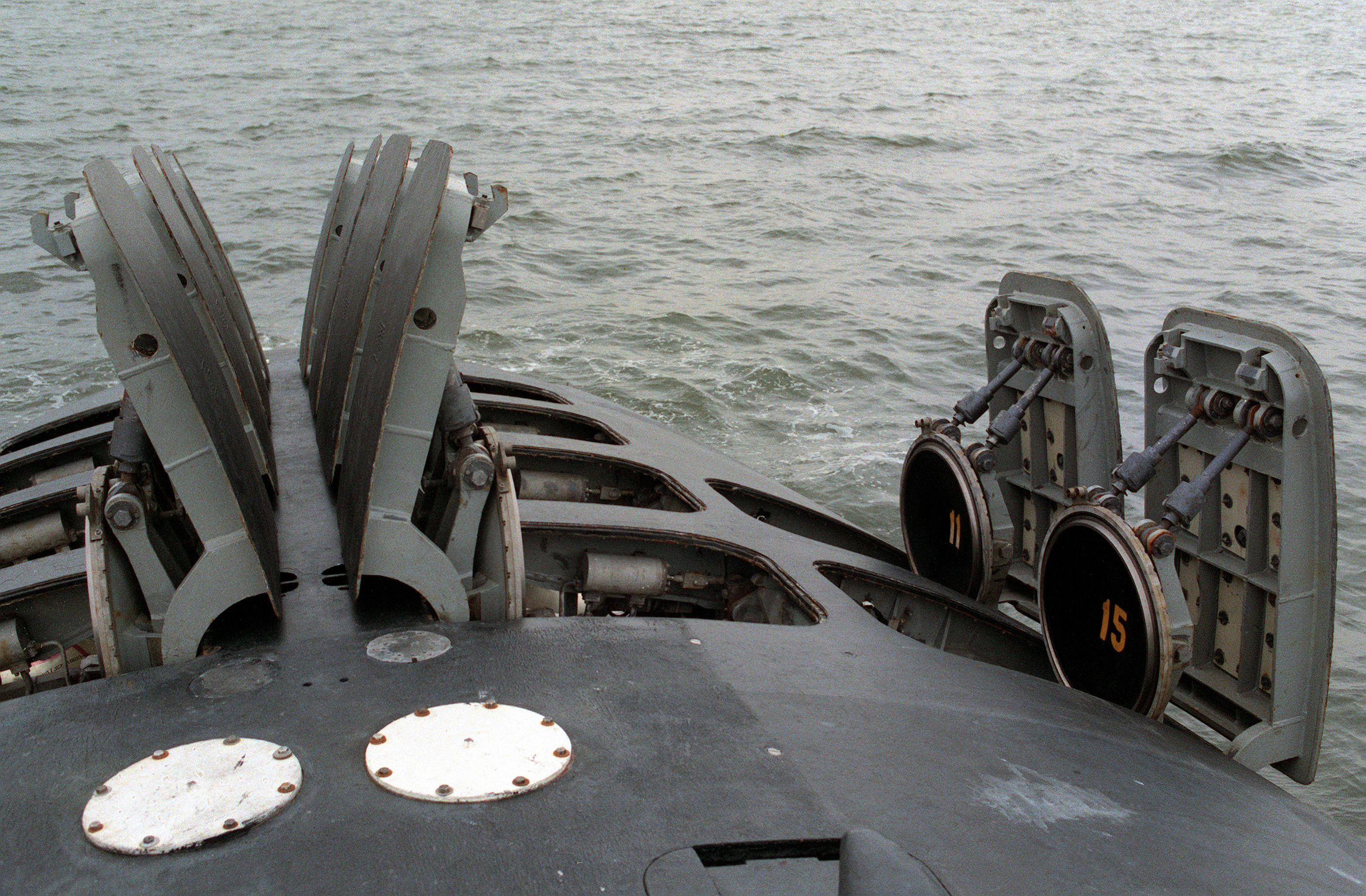
VLS w pokładzie USS „Oklahoma City”

W tym czasie, na horyzoncie coraz wyraźniej rysowała się podwodna wersja pocisków Harpoon. Niewymagające przewodowego sterowania pociski Sub Harpoon mogły być odpalane w dużych salwach, zaś większa liczba wyrzutni przekładała się na możliwość uzyskania większej liczby trafień jednocześnie. W drugiej połowie lat 70., marynarka opracowywała system pionowych wyrzutni dla swoich okrętów nawodnych, zwłaszcza w celu umożliwienia im użycia pocisków Tomahawk. Jedną z najbardziej innowacyjnych koncepcji konstrukcyjnych przełomu lat 70. i 80. XX wieku, była przedstawiona przez stocznię Electric Boat koncepcja umieszczenia w kadłubie okrętów 688 12 pionowych wyrzutni pocisków Tomahawk typu VLS (Vertical Launching System). W myśl tego projektu, dwanaście wyrzutni umieszczonych miało być w przednim zbiorniku balastowym, co zapewnić miało wzrost liczby przenoszonej broni niemal o połowę. Wykorzystać do tego celu chciano przekonstruowany już celem zmniejszenia kosztów dziób okrętu, który w takiej postaci okazał się być łatwy do adaptacji dla 12 VLS.
Admirał Rickover sprzeciwiał się początkowo temu projektowi preferując program APHNAS, jednak zamknięcie programu w 1974 roku usunęło tę przeszkodę. Kiedy pod koniec lat 70. zaczęto planować wielkoskalowa produkcję pocisków UGM-109 Tomahawk, podjęto decyzję o wdrożeniu modyfikacji VLS i zamówieniu pierwszych nowych sekcji dziobowych dla dwóch nowych okrętów. Począwszy od USS „Providence” i USS „Pittsburgh”, 12 pionowych wyrzutni instalowane było w każdej z kolejnych jednostek tego typu. Pierwsze pionowe odpalenie pocisku Tomahawk miało miejsce 26 listopada 1986 roku z pokładu „Pittsburgha” na atlantyckim rakietowym polu testowym. Ogółem, 31 z 62 okrętów typu Los Angeles otrzymało wyrzutnie VLS. Wczesne jednostki tego typu (SSN 688 – 718) mogły przenosić 8 pocisków Tomahawk odpalanych z wyrzutni torpedowych, późniejsze natomiast okręty mają możliwość przenoszenia 12 pocisków odpalanych z wyrzutni pionowych oraz do 20 pocisków w kapsułach dla „strzału torpedowego”. Instalacja pocisków SLCM w wyrzutniach pionowych, nie tylko zwiększyła liczbę pocisków manewrujących stale gotowych do natychmiastowego strzału, lecz znacznie też zmniejszyła interwał czasowy odpalenia kolejnych pocisków. Zwiększenie w ten sposób siły bojowej umożliwiło podejmowanie przez okręty 688 nowych rodzajów misji, jak misje SEAD we wsparciu uderzeń powietrznych lotniskowych grup uderzeniowych, wielce wzmacniając przez to efekt ich działania.
|                 | Numer kadłuba | Stocznia      | Początek budowy      | Wodowanie            | Wejście do służby |
| --------------- | ------------- | ------------- | -------------------- | -------------------- | ----------------- |
| „Providence”    | SSN-719       | Electric Boat | 14 października 1982 | 4 sierpnia 1984      | 27 lipca 1985     |
| „Pittsburgh”    | SSN-720       | Electric Boat | 15 kwietnia 1983     | 8 grudnia 1984       | 23 listopada 1985 |
| „Chicago”       | SSN-721       | Newport News  | 5 stycznia 1983      | 13 października 1984 | 27 września 1986  |
| „Key West”      | SSN-722       | Newport News  | 6 lipca 1983         | 20 lipca 1985        | 12 września 1987  |
| „Oklahoma City” | SSN-723       | Newport News  | 4 stycznia 1984      | 2 listopada 1985     | 9 lipca 1988      |
| „Louisville”    | SSN-724       | Electric Boat | 24 września 1984     | 14 grudnia 1985      | 8 listopada 1986  |
| „Helena”        | SSN-725       | Electric Boat | 28 marca 1985        | 28 czerwca 1986      | 11 lipca 1987     |
| „Newport News”  | SSN-750       | Newport News  | 3 marca 1984         | 15 marca 1986        | 3 czerwca 1989    |

## Okręty typuImproved Los Angeles

### Geneza
W roku 1973 sekretarz obrony James Schlesinger zlecił opracowanie studium alternatyw przyszłych okrętów podwodnych, mających umożliwić utrzymanie poziomu 90 okrętów tej klasy, przy konieczności stopniowego wycofywania ze służby najstarszych jednostek. Studium to miało oprzeć się na rysującej się z wolna na horyzoncie nowej ofensywnej strategii podwodnej Stanów Zjednoczonych, która w innej formie rozwinąć miała się dopiero w ideach lat 80. Idea, zwana „high-low submarines”, popularyzowana była zwłaszcza przez admirała Zumwalta. Efekty trwających od roku prac „high-low study” zostały przedstawione zarządowi CNO w maju 1974 roku, niecałe dwa miesiące przed zakończeniem jego kadencji Szefa Operacji Morskich.
Przedstawiona koncepcja zawierała propozycje dwóch typów okrętów. „Low-mix” (Typ A) przedstawiany był jako następca okrętów typu Thresher i ich poprzedników, które stanowić miały nieprzekraczalną barierę dla sowieckich okrętów na wielu pozycjach. Drugi typ „high-mix” (Typ B) stanowić miały okręty działające na wysuniętych pozycjach oraz mogące także zapewnić bezpośrednie wsparcie dla floty. Studium zdecydowanie odrzuciło też jakąkolwiek możliwość powrotu do okrętów podwodnych napędzanych silnikiem Diesla, jako fundamentalnie nieekonomicznych. W roli okrętów typu A widziano okręty zbliżone do jednostek typu Sturgeon, wyposażone w cyfrowy system sonarowy BQQ-5 z holowaną anteną, które – jak oceniano – powinny sprawdzić się w roli bariery. Bazę dla tych jednostek stanowić miał układ napędowy z reaktorem S5W, oraz torpedy Mk 48. Dowództwa flot Pacyfiku i Atlantyku były bardzo zainteresowane również okrętami typu B (high-mix), widząc ich role w zablokowaniu sowieckich sił nawodnych, zanim ich jednostki będą w stanie zagrozić amerykańskim zespołom uderzeniowym floty. Dowództwa te oczekiwały okrętów zdolnych do operacji w rejonach z dużą liczba celów z jednej, oraz z wysokim stopniem zagrożenia z drugiej strony, zwłaszcza podczas wchodzenia oraz opuszczania tych akwenów. Miałyby to jednocześnie być okręty, których wyposażenie w dużą liczbę jednostek broni przełożyłoby się na zwiększenie szans przeżycia oraz większa efektywność. Niemal dwie dekady później oczekiwania te zmaterializowały się w jednostkach typu Seawolf, tymczasem jednak najlepszym rozwiązaniem wydawała się modyfikacja okrętów 688 polegająca na instalacji 8 wyrzutni torpedowych oraz umożliwieniu jednostkom przenoszenia dwukrotnie większej liczby broni (40 do 50), za cenę zmniejszenia prędkości okrętu zaledwie o 1 węzeł.
High-low study konkludowało, że Stany Zjednoczone powinny dokonać zakupu 18 jednostek „bariery” – typu A oraz 11 okrętów o najwyższych własnościach bojowych – typu B. Wnioski studium stwierdzały, że jednostki typu A powinny zostać zamówione przez marynarkę tak szybko jak to tylko możliwe – produkcja pełniących tę rolę zmodernizowanych (m.in. przez wyciszenie) okrętów typu Sturgeon, powinna się rozpocząć natychmiast po zakończeniu produkcji jednostek Los Angeles. Całej tej koncepcji sprzeciwił się jednak zastępca Szefa Operacji Morskich (Op-02) stwierdzając, że oszczędności finansowe uzyskane dzięki realizacji tej koncepcji będą niewielkie, po drugie zaś, liczba okrętów podwodnych floty nigdy nie będzie tak duża, aby pozwoliła na wydzielenie pewnej części okrętów wyłącznie do ograniczonego zakresu działań związanego z misjami o niskim zagrożeniu, zaś systemy komunikacji podwodnej nigdy nie będą na tyle sprawne, aby kilka okrętów low-mix mogło prowadzić skombinowane działania w strefie wysokiego zagrożenia. Marynarka, jak do tej pory, powinna – jego zdaniem – budować standardowe okręty.

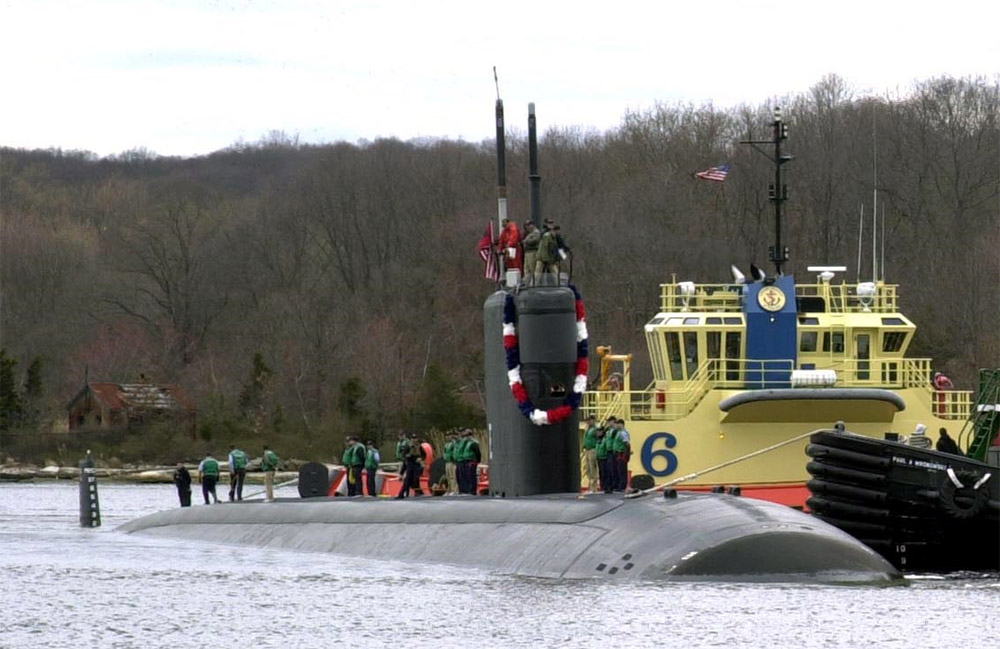
USS „San Juan”, okręt prototypowy typu 688i – zwraca uwagę brak na kiosku sterów głębokości, przeniesionych do przedniej części kadłuba. Widoczna jest także w czołowej części kiosku obudowa anteny sonaru MIDAS oraz zgrubienie wzdłuż kadłuba, mieszczące antenę sonaru holowanego TB-29.

W latach 1973–1974 studia nad nową jednostką zostały zrestrukturyzowane, na typ etapie rozważano pięć możliwości: typ A z ośmioma wyrzutniami torpedowymi, Los Angeles z ośmioma wyrzutniami, wersję Los Angeles z szerokopasmowym systemem sonarowym oraz zaawansowanego nowego okrętu (Advanced SSN) z ośmioma wyrzutniami oraz reaktorem D1W. W roku 1975 stwierdzono jednak, iż należy położyć nacisk na zdolność kontrataku przeciwko okrętom usiłującym zniszczyć Los Angeles. Analizując taktykę zwalczania okrętów podwodnych oraz parametry konstrukcyjne jednostek stwierdzono, iż jednostki 688 są o około 40% sprawniejsze w działaniach ZOP od rozważanych wcześniej jednostek low-mix, jednakże – jak szacowano – rozważane jednostki Advanced SSN mogą być aż o 60% sprawniejsze. Koncepcja dalszego rozwoju obfitowała w szereg wariacji, już jednak do połowy 1980 roku stało się jasne, że przynajmniej do roku 1983 żaden z wariantów zmienionych okrętów Los Angeles nie zostanie zrealizowany. W związku z tym, wprowadzenie okrętów nowej generacji zostało odroczone do 1985 roku, utrzymując produkcję okrętów według dotychczasowego projektu – z bieżącym wprowadzaniem możliwych zmian. Dotychczas produkowane okręty miały znacząca rezerwę wagi i wyporu hydrostatycznego, dzięki czemu wprowadzenie pewnych ulepszeń nie pociągało za sobą konieczności przedłużania okrętów. Taki sposób podejścia dawał też korzyść lepszego wykorzystania możliwości tkwiących w dotychczasowym projekcie.
Po objęciu urzędów przez administrację prezydenta Ronalda Reagana, jako część planu 600 okrętów, zwiększono projektowane rozmiary floty podwodnej do 100 okrętów. W konsekwencji, w roku 1982 dokonano zamówień na jeszcze jedynie dwa okręty, jednakże w roku budżetowym 1984 Departament Obrony zamówił już 3 jednostki, a następnie po 4 jednostki rocznie w latach 1985–1987. Jedną z jednostek zamówionych w roku 1982 był „San Juan” – jednostka prototypowa typu 688i (Improved Los Angeles). W tym czasie zaczęto już jednak wprowadzać do produkcji jednostki typu Seawolf, stąd też zamówienia na Improved Los Angeles zostały ograniczone do trzech jednostek w roku budżetowym 1988, dwóch w 1989 oraz jednego – ostatniego już okrętu – w planie budżetowym na rok 1990. Z uwagi na rozpoczynający się w tym czasie – w związku z zakończeniem zimnej wojny – proces cięć budżetowych w wydatkach obronnych, anulowano budowę czterech ostatnich zaplanowanych uprzednio jednostek – 1 z programu 1990, 2 z 1991 roku oraz jednej z planu na rok 1992.
16 sierpnia 1985 roku w stoczni Electric Boat rozpoczęto budowę pierwszej jednostki typu 688i – zamówionego w roku 1982 USS „San Juan”. Ostatni, dwudziesty trzeci okręt tego typu został zwodowany 4 kwietnia 1995 roku, po czym oficjalnie wcielony do służby w US Navy w 1996 roku. Ogółem w ciągu dwóch pełnych dekad wybudowano 62 okręty typów Los Angeles oraz Improved Los Angeles.
|                  | Numer kadłuba | Stocznia      | Początek budowy      | Wodowanie            | Wejście do służby    |
| ---------------- | ------------- | ------------- | -------------------- | -------------------- | -------------------- |
| „San Juan”       | SSN-751       | Electric Boat | 16 sierpnia 1985     | 6 grudnia 1986       | 6 sierpnia 1988      |
| „Pasadena”       | SSN-752       | Electric Boat | 20 grudnia 1985      | 12 września 1987     | 11 lutego 1989       |
| „Albany”         | SSN-753       | Newport News  | 22 kwietnia 1985     | 13 czerwca 1987      | 7 kwietnia 1990      |
| „Topeka”         | SSN-754       | Electric Boat | 13 maja 1986         | 22 stycznia 1988     | 21 października 1989 |
| „Miami”          | SSN-755       | Electric Boat | 24 października 1986 | 12 listopada 1988    | 30 czerwca 1990      |
| „Scranton”       | SSN-756       | Newport News  | 29 czerwca 1986      | 3 lipca 1989         | 26 stycznia 1991     |
| „Alexandria”     | SSN-757       | Electric Boat | 19 czerwca 1987      | 23 czerwca 1990      | 29 czerwca 1991      |
| „Asheville”      | SSN-758       | Newport News  | 1 stycznia 1987      | 28 października 1989 | 28 września 1991     |
| „Jefferson City” | SSN-759       | Newport News  | 21 września 1987     | 24 marca 1990        | 29 lutego 1992       |
| „Annapolis”      | SSN-760       | Electric Boat | 15 czerwca 1988      | 18 maja 1991         | 11 kwietnia 1992     |
| „Springfield”    | SSN-761       | Electric Boat | 29 stycznia 1990     | 4 stycznia 1992      | 9 stycznia 1993      |
| „Columbus”       | SSN-762       | Electric Boat | 7 stycznia 1991      | 1 sierpnia 1992      | 24 lipca 1993        |
| „Santa Fe”       | SSN-763       | Electric Boat | 9 lipca 1991         | 12 grudnia 1992      | 11 grudnia 1993      |
| „Boise”          | SSN-764       | Newport News  | 25 sierpnia 1988     | 20 października 1990 | 7 listopada 1992     |
| „Montpelier”     | SSN-765       | Newport News  | 19 maja 1989         | 6 kwietnia 1991      | 13 marca 1993        |
| „Charlotte”      | SSN-766       | Newport News  | 17 sierpnia 1990     | 3 października 1992  | 16 września 1994     |
| „Hampton”        | SSN-767       | Newport News  | 2 marca 1990         | 28 września 1991     | 16 listopada 1993    |
| „Hartford”       | SSN-768       | Electric Boat | 27 kwietnia 1992     | 4 grudnia 1993       | 10 grudnia 1994      |
| „Toledo”         | SSN-769       | Newport News  | 6 maja 1991          | 28 sierpnia 1993     | 24 lutego 1995       |
| „Tucson”         | SSN-770       | Newport News  | 15 sierpnia 1991     | 19 marca 1994        | 18 sierpnia 1995     |
| „Columbia”       | SSN-771       | Electric Boat | 24 kwietnia 1993     | 24 września 1994     | 9 października 1995  |
| „Greeneville”    | SSN-772       | Newport News  | 28 lutego 1992       | 17 września 1994     | 16 lutego 1996       |
| „Cheyenne”       | SSN-773       | Newport News  | 6 lipca 1992         | 4 kwietnia 1995      | 13 września 1996     |

### Konstrukcja688i
Począwszy od jednostki „San Juan”, do projektu 688 wprowadzono szereg bardzo poważnych zmian. Jedną z istotniejszych modyfikacji było znaczne wyciszenie okrętów poprzez wyciszenie maszynowni (cichsza śruba, cichsze pompy oraz system wyciszania elektrycznego. Modyfikacje konstrukcji były na tyle istotne, że jednostki zbudowane według tego zmodyfikowanego projektu zyskały miano odrębnego typu Improved Los Angeles (Ulepszony Los Angeles) albo 688i. Jednostki nowego typu – po raz pierwszy w amerykańskiej marynarce – otrzymały płytki powłoki anechoicznej (hull treatment).

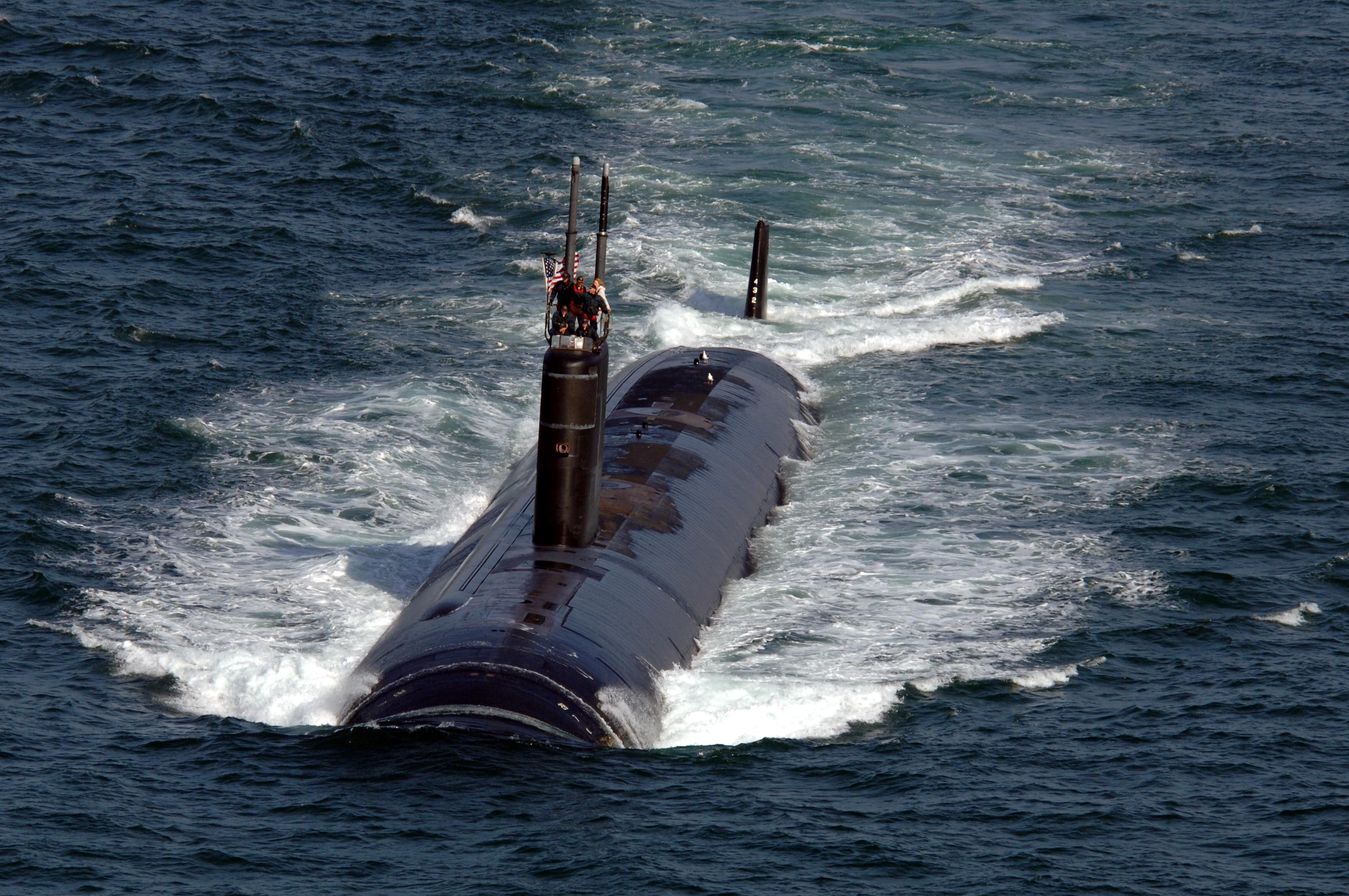
USS „Asheville” – typowy przedstawiciel jednostek typu 688i

Natomiast w celu umożliwienia bezpiecznego dla okrętu prowadzenia operacji na akwenach pokrytych lodem, z kiosku wyeliminowano stery głębokości, przenosząc je na dziób okrętu. Utrzymano pionowe wyrzutnie VLS na dziobie, wprowadzono ulepszone sensory na masztach – w tym peryskopy pracujące w zakresie podczerwieni oraz ulepszony radionamiernik, wprowadzono także zintegrowany system zarządzania walką AN/BSY-1. Nowa wersja okrętów otrzymała ponadto ulepszone wyposażenie nawigacyjne – prawdopodobnie w postaci ulepszonego systemu żyro/SINS (Ship’s Inertial Navigation System) oraz podwójną holowaną antenę sonaru TB-16 dla małych prędkości oraz antenę dla wysokich prędkości na długiej cienkiej linie. W odróżnieniu od oryginalnych okrętów 688, ulepszone jednostki otrzymały także możliwość przenoszenia i stawiania min. Celem wszystkich ulepszeń było podwojenie ogólnych zdolności bojowych. Jednym z ważniejszych unowocześnień na okrętach tego typu była implementacja systemu zarządzania walką AN/BSY-1. W system ten wyposażono 21 okrętów począwszy od USS „San Juan”, przy czym dokonano wymiany jego centralnej jednostki obliczeniowej – komputera AN/UYK-7) na system komputerowy AN/UYK-43. BSY-1 był pierwszym w amerykańskiej marynarce wojennej systemem w pełni integrującym systemy nawigacji, sonarowy oraz broni. Jego zadaniem była ulepszona detekcja celów, klasyfikacja, lokalizacja, zarządzanie walką oraz kontrola ognia. System integruje zamontowany na dziobie okrętu aktywny sonar SADS (Submarine Active Detection System) – działający w zakresie częstotliwości średnich i niskich sonar przeznaczony do wykrywania jednostek nawodnych oraz płytko pod powierzchnią wody. System zapewnia wyszukiwanie celów na dalekich dystansach w zakresie 360° przy wykorzystaniu także trybu pasywnego przesłuchiwania. System integruje także zamontowany w kiosku układ MIDAS (Mine and Ice Detection Avoidance System), używany do wykrywania min na krótkim dystansie oraz nawigacji polarnej. System integruje także dwie pasywne anteny holowane TB-16 oraz lekką TB-23. W późniejszym czasie zaczął także zapewniać wykrywanie celów na dalekich dystansach.

#### Wyciszenie
688i były pierwszym amerykańskim typem okrętów podwodnych, na których zastosowano zewnętrzną powłokę anechoiczną (anechoic coatings) kadłuba, noszącą nazwę Special Hull Treatments. W 1987 roku Kongres przeznaczył co prawda kwotę 24,9 mln dolarów na pokrycie powłoką trzech okrętów typu Sturgeon, program szybko jednak anulowano. Powłoka ta tłumi dźwięki z wnętrza okrętu oraz pochłania dużą część fali dźwiękowej pochodzącej z sonarów aktywnych wrogich jednostek, pozostałą zaś część tej fali w dużym stopniu rozprasza. Geneza tej technologii sięga czasów II wojny światowej w Niemczech, gdzie była znana pod nazwą Alberich. Była to warstwa cienkiej, około czteromilimetrowej gumy, która o 15% osłabiała echo odbicia w zakresie 10–18 kHz, nie na każdej jednak głębokości zanurzenia.

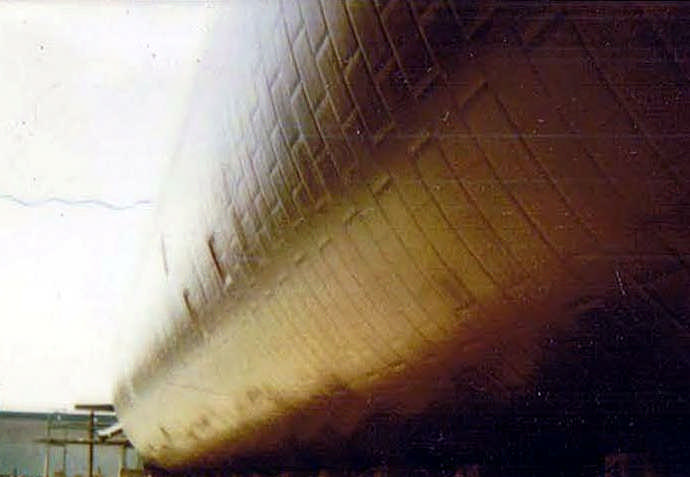
Płytki powłoki anechoicznej widoczne na kadłubie USS „Asheville”

Po wojnie technologia ta była traktowana na Zachodzie jako pewna ciekawostka, a gdy w latach 70. XX wieku podobną technologię zaczęli stosować radzieccy konstruktorzy okrętów podwodnych, to odpadające od kadłubów płytki powłoki stały się nawet przedmiotem żartów wśród zachodnich analityków. Sowieci jednak poprawili technologię, płytki przestały odpadać, a powłoka przestała być przedmiotem żartów, gdy okazało się, że jest jednym z powodów, dla których radzieckie okręty stały się trudniejsze do wykrycia. Jak stwierdzono w fachowym czasopiśmie „Submarine Review” w 1983 roku, powłoka anechoiczna utrudnia także samonaprowadzanie się na cel torped, które w końcowej fazie ataku używają wbudowanego sonaru aktywnego. Stwierdzono, że może to zmusić okręty amerykańskie do podpływania na bliższą odległość do okrętów radzieckich celem ich dokładniejszego namierzenia lub używania w tym celu okrętowych sonarów aktywnych. Żadna z tych alternatyw nie była atrakcyjna dla amerykańskich podwodniaków. Wobec takiego obrotu sytuacji, zachodnie marynarki postanowiły pójść droga radziecką i przełamać prymat ZSRR w zakresie tej technologii. Uruchomiono program intensywnych prac, a ich wyniki były tak tajne, że gdy w 1988 zorganizowano w Londynie konferencję Underseas Defence Technology, na której zamierzano zaprezentować uzyskane według własnych technologii płytki poszycia anechoicznego, zarekwirowali je agenci służb bezpieczeństwa. O znaczeniu powłoki wykonanej z takich płytek świadczy fakt, iż radzieckie czy rosyjskie płytki o wymiarach ok. 85,34 × 91,4 cm i grubości 10,16 cm zastosowane na okrętach typu Akuła (projekt 971) i Sierra (projekt 945) zmniejszają sygnaturę akustyczną tych jednostek o 10 do 20 dB. W zakresie zaś częstotliwości pracy amerykańskiego sonaru AN/BQQ-5 zapewniają zmniejszenie możliwości detekcji o 25 do 50%. Zastosowanie powłok anechoicznych wiąże się jednak także z pewnymi skutkami negatywnymi, w tym wzrostem całkowitej masy okrętu. Przykładowo, zastosowanie płytek na okrętach brytyjskich pociągnęło za sobą przyrost wagi – według różnych szacunków – o 40 do 100 ton. Kontrakt na pokrycie ponad 36 tysiącami płytek powłoki anechoicznej „San Juan” podpisano z Goodyear Tire and Rubber Co. Począwszy od SSN-751, wszystkie następne myśliwskie okręty podwodne Stanów Zjednoczonych otrzymały powłoki przypominające strukturą skórę ssaków.
Intensywnie rozwijana w tym czasie w Stanach Zjednoczonych technologia napędu wodnostrumieniowego doczekała się zastosowania dopiero w okrętach SSN następnej generacji (Seawolf), jednakże wśród modernizacji zastosowanych w okrętach 688i znalazło się także unowocześnienie systemu napędowego oraz kontrolnego. Modyfikacje te zmierzały w pierwszym rzędzie do unowocześnienia systemu wyciszenia maszynowni.

#### Operacje podlodowe
Oryginalne okręty typu Los Angeles nie otrzymały możliwości działań podlodowych. Częściowo było to związane z zakresem zadań stawianych tym okrętom w kontekście taktyki radzieckiej floty strategicznych okrętów podwodnych, częściowo zaś wynikało z dążenia do ograniczenia ciężaru okrętów. Możliwość działań podlodowych wymagała bowiem wzmocnienia struktury kiosku, w celu uczynienia go zdolnym do bezpiecznego przebijania pokrywy lodowej. Po objęciu władzy prezydenckiej w Stanach Zjednoczonych przez Ronalda Reagana sekretarzem marynarki został John Lehman, którego zadaniem była budowa silniejszej floty.

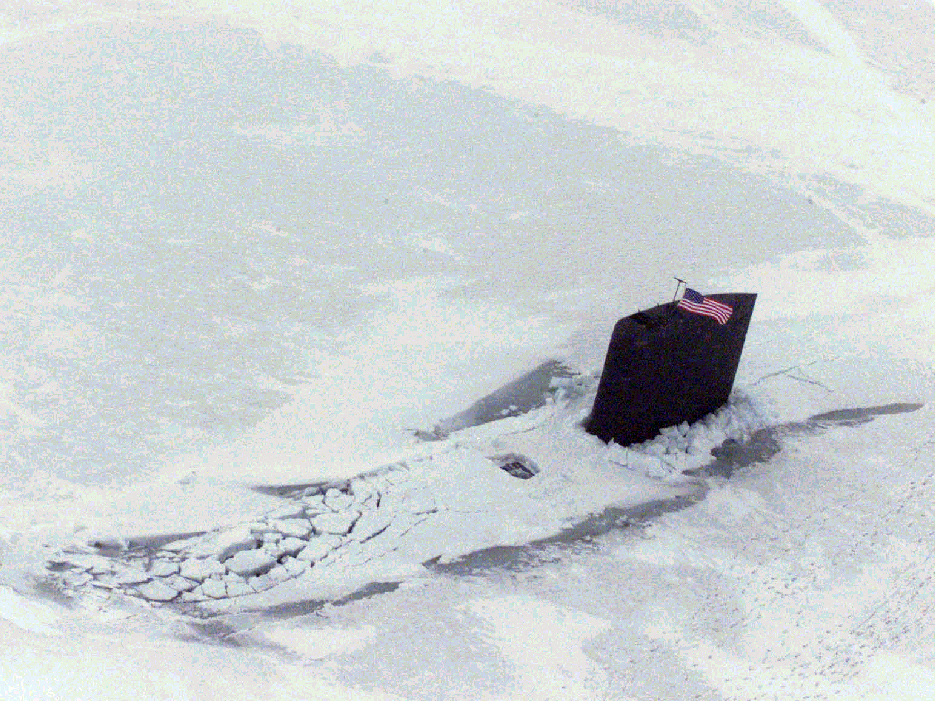
USS „Scranton” na biegunie północnym

W 1981 roku Związek Radziecki wprowadził do służby strategiczne okręty podwodne projektu 941 (NATO: Tajfun), przyjmując operacyjną taktykę korzystania z tzw. bastionów na wodach arktycznych. Stało się wobec tego oczywiste, że amerykańskie myśliwskie okręty podwodne muszą mieć możliwość działania w tych rejonach. Zbiegła się z tym zmiana strategii działania amerykańskiej floty na bardziej ofensywną, na terenie zdominowanym do tej pory przez potencjalnego zimnowojennego przeciwnika – marynarkę wojenną Związku Radzieckiego. W zakresie strategii myśliwskich okrętów podwodnych oznaczało to operacje w pobliżu brzegów ZSRR – wewnątrz bastionów, czyli wyznaczonych i odpowiednio w tym celu chronionych miejsc operacji radzieckich okrętów przenoszących pociski balistyczne SLBM.
W celu umożliwienia jednostkom bezpiecznego przebijania pokrywy lodowej wzmocnieniu uległa struktura kiosku, stery głębokości zostały natomiast przeniesione z kiosku do części dziobowej kadłuba. Zmiany w tym ostatnim zakresie miały swoje dobre i złe strony. Przeniesienie sterów głębokości spowodowało polepszenie charakterystyk pływania, z drugiej jednak strony zwiększyło w pewnym stopniu natężenie szumów w pobliżu sonaru dziobowego (co wpływało na jego efektywność), wywołanego turbulencjami opływającej stery wody oraz dźwiękami mechanicznymi związanymi z mechanizmami kontroli powierzchni sterowych. Było wprawdzie możliwe utrzymanie sterów na kiosku, które w przypadku konieczności przebicia pokrywy lodowej mogły zmieniać swoje ułożenie do pozycji pionowej, wymagałoby to jednak podniesienia ich nasady bardzo wysoko na kiosku (jak w jednostkach typów Thresher i Sturgeon) oraz dalszego zwiększenia masy kiosku spowodowanej koniecznością instalacji dodatkowych mechanizmów. W tych warunkach zdecydowano się na przeniesienie sterów głębokości do przedniej części kadłuba, odciążając i upraszczając w ten sposób konstrukcję kiosku oraz poprawiając charakterystyki pływania.

#### Operacje minowe
Wszystkie okręty typu Los Angeles generacji 688i otrzymały możliwość stawiania min i zagród minowych z wykorzystaniem min Mk 67 SLMM oraz Mk 60 Captor, stawianych z wyrzutni torpedowych. Mogą je jednak przenosić wyłącznie kosztem zmniejszenia liczby przewożonych torped.

Schemat Mk 67
1. Głowica miny; 2. Bateria; 3. Sekcja kontroli; 4. Sekcja ogonowa;
5. Kontrolery; 6. Komputerowy system naprowadzania i kontroli;
7. Zmodyfikowany wspomagacz z obrotomierzem.

- Pierwsza z nich, Submarine Launched Mobile Mine Mk 67, przeznaczona jest do zapewnienia okrętom podwodnym możliwości stawiania min na wodach płytkich (do ok. 100 metrów)[31]. Mina ta dysponuje własnym napędem, który może być użyty do wpłynięcia na wody niedostępne dla macierzystego okrętu z przyczyn fizycznych bądź taktycznych – na odległość do 8,5 mili morskiej od niego[31]. Budowa miny oparta pierwotnie była na konstrukcji torpedy Mk 37 Mod 2 oraz głowicy torpedy Mk 13. Wykorzystywała w tym zakresie pomocniczy kontroler w miejscu wcześniejszego sensora akustycznego oraz standardowy elektromechaniczny układ naprowadzania Mk 37 z kilkoma modyfikacjami. Usunięto z systemu także układ naprowadzania przewodowego torpedy. Ogon miny stanowi – z kilkoma modyfikacjami – standardowa sekcja ogonowa torpedy Mk 37[31].
Z powodu technicznej przestarzałości niektórych elementów miny, w latach 90. XX wieku jej system poddano modernizacji. Między innymi unowocześniono elementy głowicy Mk 13 i oryginalnego układu naprowadzania Mk 37, w tym przez wprowadzenie systemu naprowadzania sterowanego komputerowo[31]. Taka modyfikacja miny obok jej bieżącego unowocześnienia, umożliwi także łatwe dokonywanie jej modernizacji w przyszłości.

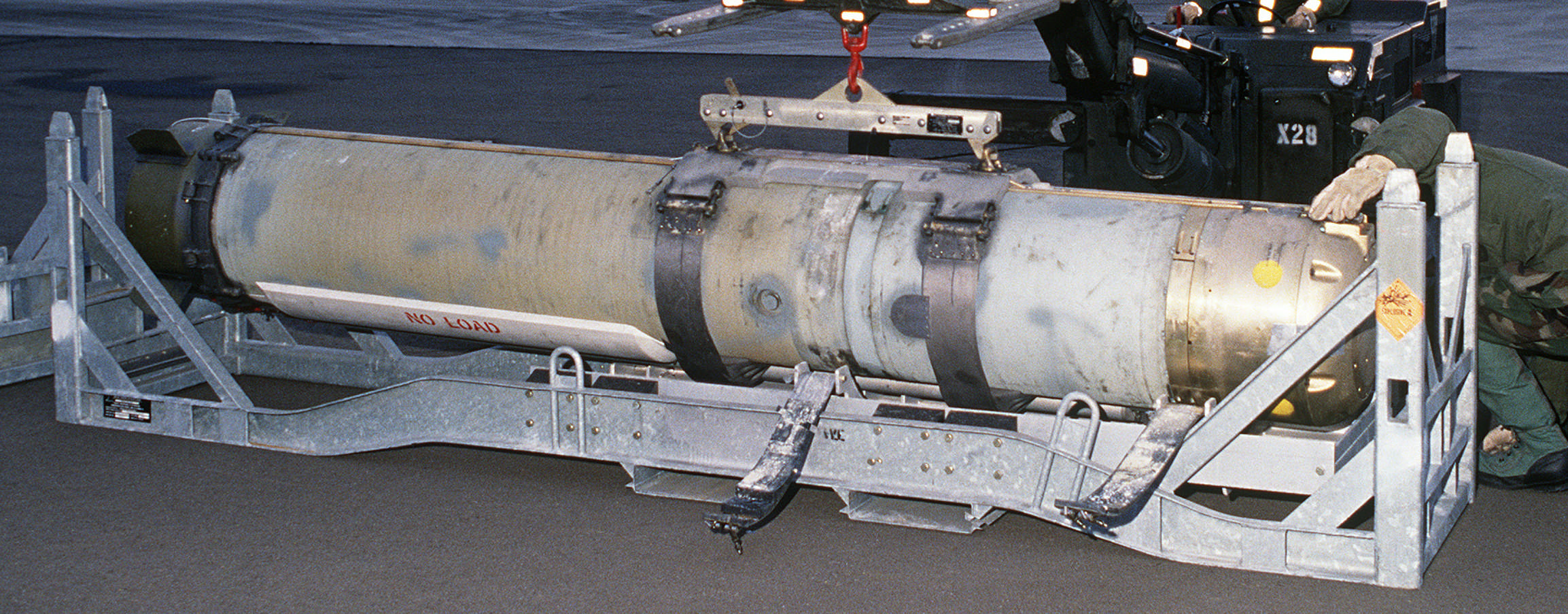
Mk 60 Captor przygotowana do transportu lotniczego

- Mk 60 Captor (Mark 60 Encapsulated Torpedo – Captor) – była jedynym typem minotorpedy wód głębokich przeciwko pojazdom podwodnym, znajdującym się pierwotnie na wyposażeniu amerykańskich okrętów podwodnych. Mk 60 Captor to w rzeczywistości podwodna wyrzutnia torpedowa zdolna do poszukiwania, wykrywania, klasyfikowania i namierzania celów w postaci okrętów podwodnych, torped i innych obiektów znajdujących się pod wodą oraz do wykonywania na nie ataków za pomocą torpedy Mk 46 zmodyfikowanej w taki sposób, że zdolna jest do ataku wyłącznie na cele zanurzone[32]. Konstrukcja miny Mk 60 Captor umożliwia postawienie pola minowego z samolotu, okrętu podwodnego bądź nawodnego. Zaawansowany komputer pokładowy Captora automatycznie wyszukuje i akustycznie klasyfikuje przepływające w zasięgu pasywnych sonarów obiekty podwodne, w tym własny okręt, który postawił minę oraz inne jednostki własne, a także obiekty nawodne – automatycznie wykluczając je jako cele ataku. Po uwolnieniu z pokładu okrętu macierzystego, Captor znajduje się w stanie czuwania w trybie wyszukiwania, a po wykryciu i namierzeniu obiektu stanowiącego cel, otwiera własna kapsułę, uwalniając torpedę bojową w celu przechwycenia i zniszczenia go[32]. Stopień zaawansowania technologicznego Mk 60 Captor umożliwia postawienie złożonych min pól minowych w rejonie operacji własnej floty nawodnej w celu jej ochrony przed atakami podwodnymi, bez ryzyka zaatakowania przez Mk 60 własnego okrętu przepływającego w zasięgu sensorów Captora[32]. Ogółem, do zakończenia produkcji, wyprodukowano około 630 sztuk tej minotorpedy, a następnie wycofano ją ze służby[31]. Aktualnie trwają jednak prace nad modyfikacją Mk 60 do działań w środowisku wód płytkich, zwłaszcza przybrzeżnych – Littoral Sea Mine Program (LSM), z zastosowaniem najnowszego modelu torpedy lekkiej – Mk 54[32].

## Służba operacyjna
Przez 3 dekady, od czasu wprowadzenia okrętów 688 do służby w drugiej połowie lat 70., jednostki typu Los Angeles, a następnie Improved Los Angeles stanowiły filar amerykańskich ofensywnych sił podwodnych. Znalazło to odbicie w stopniowym całkowitym zastąpieniu w służbie jednostek typu Sturgeon, jak też w liczbie wybudowanych jednostek. 62 wybudowane i wprowadzone do służby jednostki Los Angeles wraz z modyfikacjami, do dziś stanowią najdłuższą wybudowaną gdziekolwiek na świecie serię okrętów podwodnych z napędem atomowym.

### Operacje bojowe

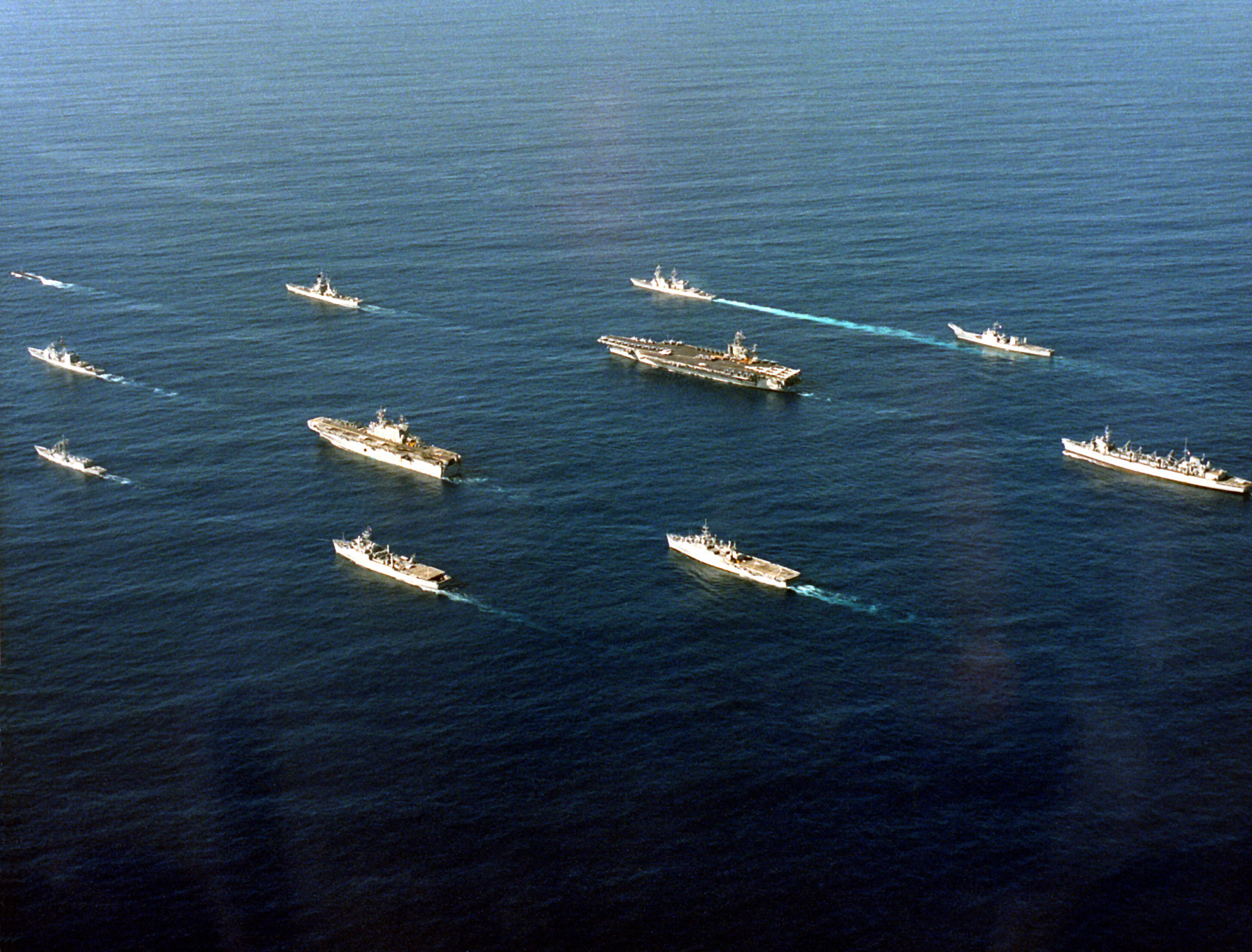
USS „Asheville” widoczny na czele grupy bojowej lotniskowca USS „Carl Vinson”

Kluczową rolę pełniły zwłaszcza w ramach skierowanego przeciw flocie Związku Radzieckiego systemu amerykańskich sił przeciwpodwodnych, w trakcie zimnej wojny. W tym okresie wypełniały swoje misje na wszystkich akwenach morskich świata – większość z nich o charakterze tajnym. Ich działalność wówczas wychodziła na jaw jedynie przez przypadek – jak w razie kolizji z sowieckimi okrętami podwodnymi. Dwa znane wypadki tego typu to kolizje „Augusty” na Atlantyku w październiku 1986 roku oraz „Baton Rouge” na morzu Barentsa w lutym 1992. Instalacja VLS w pokładach jednostek Los Angeles umożliwiła tym okrętom udział w misjach uderzeniowych po zakończeniu zimnej wojny. USS „Providence” spełnił znaczącą rolę w ramach misji ataku na cele lądowe w Iraku, Kosowie oraz Afganistanie. W trakcie wojny w zatoce, „Louisville” wystrzelił przeciwko celom w Iraku 8 pocisków Tomahawk, „Pittsbourgh” natomiast cztery.
Okręty Los Angeles – zwłaszcza lepiej przystosowane do operacji podlodowych jednostki 688i – prowadziły również operacje w rejonach arktycznych, które także po zakończeniu zimnej wojny stanowią jeden z priorytetów amerykańskiej floty podwodnej (w połowie 2001 roku USS „Scranton” stał się kolejną jednostką US Navy, która osiągnęła i wynurzyła się na biegunie północnym).
Jednostki 688 oraz 688i prowadzą także misje wsparcia sił specjalnych oraz zbierania danych wywiadowczych. Po wycofaniu zaś w 1990 roku ze służby pocisków SUBROC, jednostki Los Angeles nie mają na wyposażeniu broni jądrowej. Nie przenoszą także uzbrojonych w głowice nuklearne pocisków SLCM TLAM-N (Tomahawk Land Attack Missile – Nuclear), mimo że te ostatnie pozostają dostępne w arsenałach US Navy. W latach 1997–1997 przeprowadzono dwie próby startów z pokładu okrętu bezzałogowych samolotów Sea Ferret oraz Predator, które mogą być odpalane z wykorzystaniem kontenera startowego pocisków Sub Harpoon.

### Wypadki
Spośród 62 jednostek typu Los Angeles, kilka uczestniczyło w mniej albo bardziej poważnych wypadkach, z których kilka pociągnęło za sobą ofiary śmiertelne – w żadnym jednak wypadku nie wystąpiło zagrożenie radiologiczne.

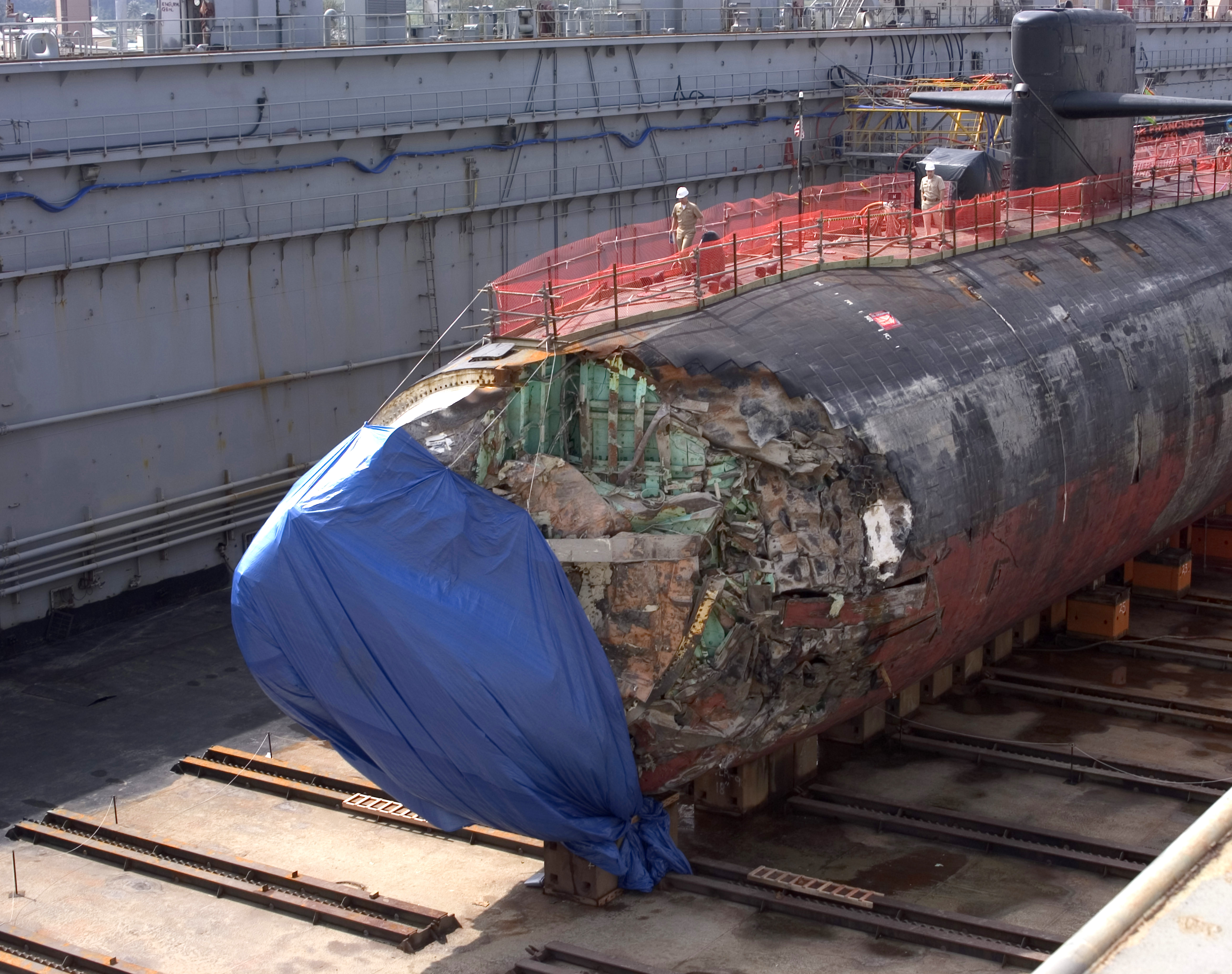
Zniszczona sekcja dziobowa
USS „San Francisco”

- 9 lutego 2001 roku, około 9 mil morskich (17 km) od Ohau na Hawajach. Uczestniczący w tym wypadku USS „Greeneville” zderzył się z japońskim szkolnym statkiem rybackim „Ehime Maru”[34]. Incydent ten miał miejsce w trakcie przeprowadzanego dla obecnych na pokładzie okrętu podwodnego 16 osób cywilnych pokazu manewru awaryjnego wynurzenia. W trakcie wynurzenia, okręt uderzył w japoński statek rybacki. Na skutek odniesionych uszkodzeń „Ehime Maru” zatonął w ciągu kilku minut. Śmierć poniosło 9 osób załogi statku szkolnego, w tym czworo studentów. Kolizja miała szereg politycznych reperkusji w stosunkach między Stanami Zjednoczonymi a Japonią, wzmacnianych podejrzeniami, iż w momencie „awaryjnego” szasowania balastu kontrolę nad okrętem posiadały osoby cywilne[35]. Po przeprowadzonym po wypadku postępowaniu sądowym ustalono, iż przyczyną wypadku była seria indywidualnych błędów i zaniedbań na pokładzie amerykańskiego okrętu, a w części także usterka analogowego systemu zobrazowania sonaru, nie na tyle jednak poważna, aby w normalnych warunkach przerwać rejs[34]. Ustalono jednakże, że kontrolę nad systemem sonarowym okrętu sprawował w chwili kolizji operator, który z uwagi na krótki okres służby nie był jeszcze uprawniony do samodzielnej kontroli sytuacji akustycznej[35]. Po incydencie, specjalnie powołana komisja śledcza przeprowadziła dochodzenie, w wyniku którego wyciągnięto konsekwencje dyscyplinarne tak wobec osób na lądzie, jak i wobec sześciu członków załogi. Dowódca okrętu został uznany winnym naruszenia Jednolitego Kodeksu Służby Wojskowej, na skutek czego został pozbawiony dowództwa z wpisem do akt[34].
- 25 października 2003 roku, USS „Hartford” podczas rutynowych manewrów w porcie La Maddalena na Sardynii osiadł na skałach, co spowodowało uszkodzenia okrętu o wartości 9 milionów dolarów i wyłączenie jednostki ze służby przez siedem miesięcy. Przeprowadzone dochodzenie ujawniło, iż wypadek był wynikiem podstawowych błędów w nawigacji[36] oraz wadliwego działania elementów wyposażenia, na skutek czego okręt uderzył w skalistą płyciznę.
- 8 stycznia 2005 roku, 350 mil morskich na południe od Guam, płynący z dużą prędkością „San Francisco” uderzył w podwodną górę. W wyniku kolizji, na skutek doznanych obrażeń głowy zmarł jeden z członków załogi oraz zniszczony został dziób okrętu. Rannych zostało także około 100 innych członków załogi, w tym niektórzy ciężko[37]. Po dokonaniu prowizorycznych napraw, okręt udał się do stoczni Puget Sound Naval Shipyard, gdzie sekcja dziobowa okrętu została wymieniona na pochodzącą z wykreślonego ze składu floty USS „Honolulu”[37], natomiast kapitanowi okrętu udowodniono błędy w nawigacji oraz pozbawiono go dowództwa.

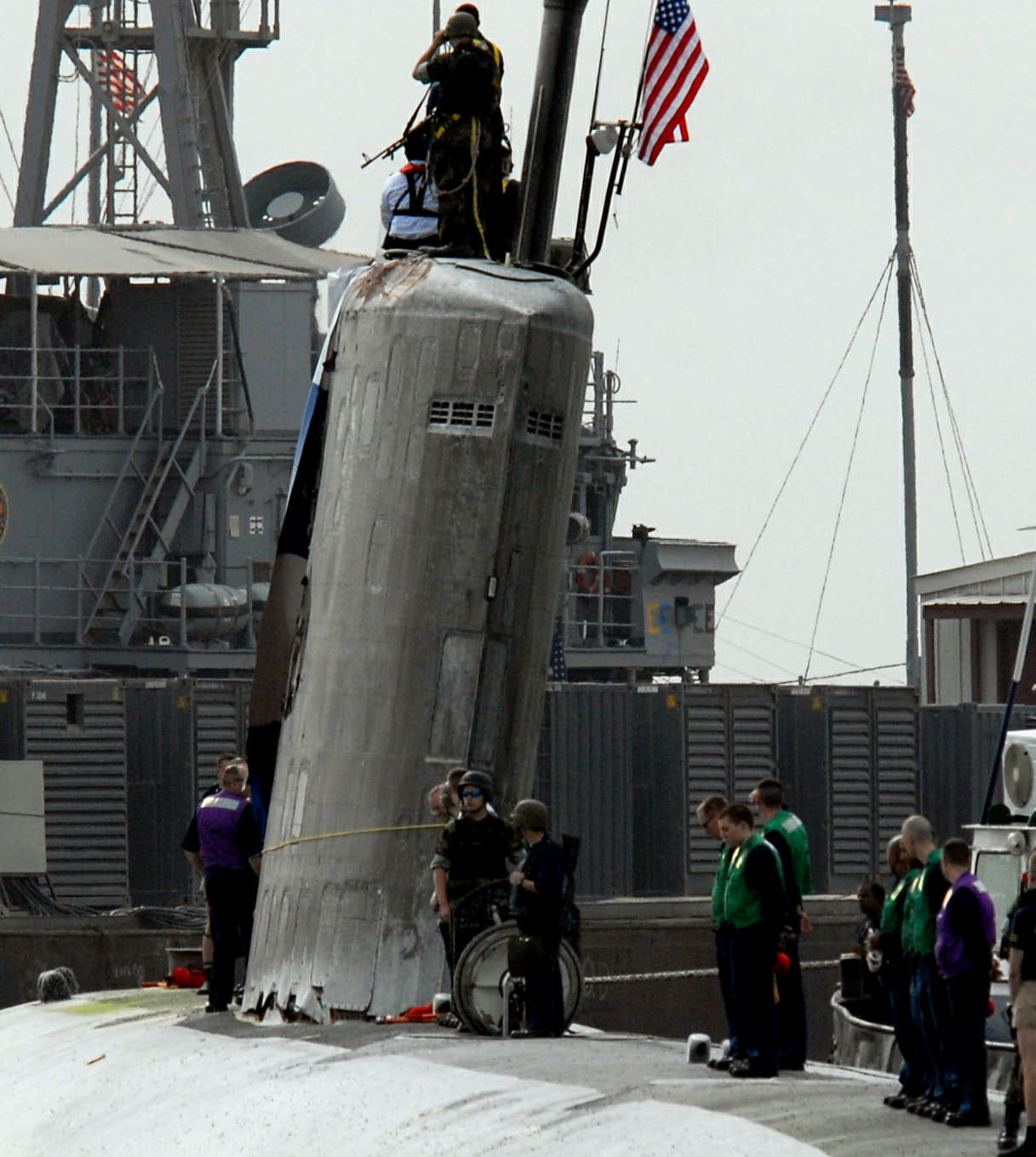
USS „Hartford” z ciężko uszkodzonym kioskiem

- 8 stycznia 2007 roku, przechodzący w zanurzeniu przez Morze Arabskie na Ocean Indyjski USS „Newport News” zderzył się z japońskim tankowcem „Mogamigawa”, o wyporności 300 000 ton. Prawdopodobna przyczyną wypadku było zjawisko Venturiego[38]. Przepływający nad niewielkim w stosunku do jego wielkości okrętem podwodnym statek wywoływał zawirowania wody, które zassały okręt do góry, powodując jego uderzenie o tankowiec[38]. Obie jednostki morskie odniosły niewielkie uszkodzenia, nie ucierpiała także żadna ze znajdujących się na ich pokładach osób[39].
- 5 września 2005 roku, USS „Philadelphia” zderzyła się w Zatoce Perskiej z tureckim statkiem MV „Yasa Aysen”. Wypadek nie pociągnął za sobą ofiar w ludziach, a uszkodzenia jednostek nie były wielkie. W następstwie kolizji, dowódca okrętu został pozbawiony dowództwa[40].
- 20 marca 2009 roku w Cieśninie Ormuz USS „Hartford” zderzył się z amerykańskim okrętem desantowym typu San Antonio USS „New Orleans”. Do kolizji doszło, gdy obydwa amerykańskie okręty przechodziły przez cieśninę. W jej efekcie, niewielkie obrażenia odniosło 15 członków załogi „Hartford”, zaś z uszkodzonego zbiornika paliwowego „New Orleans” zaczął wyciekać olej napędowy. Mimo odniesionych uszkodzeń, obydwa okręty były w stanie kontynuować rejs o własnych siłach[41]. W czasie kolizji „Hartford” płynął w zanurzeniu na głębokości peryskopowej[42][43]. Okręt podwodny znajdował się w drodze na południe do Jebel Ali, kiedy zdążający na zachód „New Orleans” wpłynął do Zatoki Perskiej jako część Boxer Amphibious Ready Group[44]. „Hartford” odniósł rozległe uszkodzenia kiosku, peryskopu oraz steru głębokości[45] Nie odniosła jednak żadnych uszkodzeń sekcja reaktora okrętu[41]. Przeprowadzona natomiast przez nurków w Manamie inspekcja „New Orleans” ujawniła dziurę w kadłubie o rozmiarach 4,9 na 5,5 m, przebity zbiornik paliwa oraz wewnętrzne uszkodzenie zbiorników balastowych[46].

Z działalnością okrętów typu Los Angeles wiąże się jednak także przypadek do dziś niejasny. 3 października 1986 roku na przenoszącym pociski balistyczne SLBM typu R-27 radzieckim okręcie K-219, patrolującym u wybrzeży Stanów Zjednoczonych, doszło do dekompresji, zalania szóstego silosu rakietowego i eksplozji paliwa pocisku balistycznego. Okręt zdołał się wprawdzie wynurzyć, w efekcie jednak fatalnych dla okrętu zdarzeń (zalanie, eksplozja, emisja trujących gazów, skażenie radioaktywne, pożar) nastąpiła utrata kontroli nad jednym z dwóch reaktorów atomowych. Pręty hamujące reakcję łańcuchową opuścił ręcznie marynarz Sergei Preminin (który zginął), nie dopuszczając do zniszczenia reaktora i skażenia środowiska. W wyniku uszkodzeń okręt zatonął 6 października 1986 roku. Ze 119 członków załogi uratowano 115. Według oświadczenia Związku Radzieckiego, wypadek był efektem kolizji K-219 z amerykańskim okrętem podwodnym USS „Augusta”. Marynarka wojenna Stanów Zjednoczonych oficjalnie zaprzeczyła jednak, aby „Augusta” uczestniczyła w kolizji z radzieckim okrętem, także dowodzący sowiecką jednostką kpt. drugiej rangi Igor A. Britanow oświadczył, iż żadna kolizja nie miała miejsca
11 lutego 1992 roku, podczas patrolu na morzu Barentsa niedaleko Siewieromorska, USS „Baton Rouge” zderzył się z rosyjskim okrętem podwodnym projektu 945 (NATO: Sierra). Okrętem tym był prawdopodobnie K-239 „Karp”, choć według niektórych relacji chodziło o K-276 „Krab”. Szczegóły kolizji nigdy nie zostały podane do publicznej wiadomości, obydwa okręty powróciły jednak do baz o własnych siłach. „Baton Rouge” nie został jednak naprawiony i wkrótce (13 stycznia 1993 roku) stał się pierwszą jednostką Los Angeles wycofaną ze służby – zaledwie po szesnastu latach w składzie floty.

## Przyszłość i następcy okrętówLos Angeles
Już w drugiej połowie lat 70. XX wieku, US Navy nie była do końca zadowolona z okrętów typu Los Angeles. Duża część środowiska oficerów floty podwodnej uważała bowiem, że stanowiące jej trzon jednostki 688 stanowią pokłosie skostniałego sposobu myślenia Dowództwa Systemów Morskich (NAVSEA) i była przekonana o wyższości nad nimi okrętów radzieckich. Na domiar złego, z biegiem czasu – w latach 80. – marynarka radziecka zaczęła szybko nadrabiać dzielący ją od US Navy dystans technologiczny w zakresie wyciszenia okrętów. Marynarka czekała więc na zupełnie nowe okręty. Stało się to możliwe de facto dopiero po odejściu na emeryturę admirała Rickovera, wraz ze wszystkimi ograniczeniami, które – jak się wydawało – uosabiał.

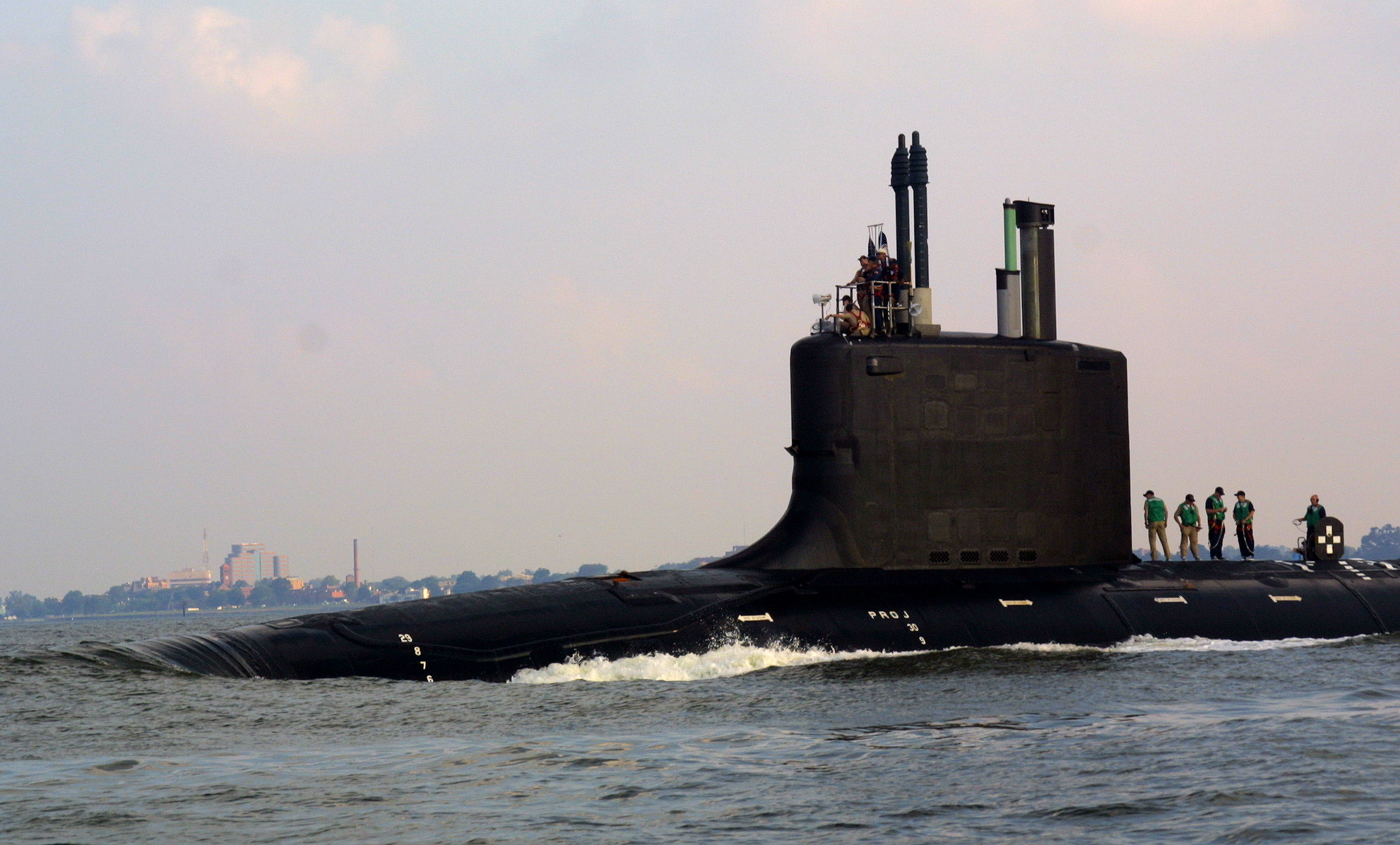
USS „Virginia”, okręt prototypowy nowego typu Virginia zastępującego jednostki 688

Rozwiązaniem problemów amerykańskiej floty podwodnej miały być nowe okręty typu Seawolf, które zastąpić miały 688. System napędowy tych okrętów jest 10-krotnie cichszy w każdym zakresie prędkości niż system napędowy okrętów 688i oraz aż 70-krotnie cichszy od pierwszej generacji okrętów Los Angeles. Jak ocenił admirał Bruce DeMars, Seawolf przy prędkości taktycznej jest cichszy niż okręty typu Los Angeles stojące przy nabrzeżu. W rzeczywistości emitowana do otoczenia przez okręty typu Seawolf energia akustyczna jest mniejsza niż kilka watów niezbędnych do zajarzenia żarówki. Według ówczesnych informacji udzielanych przez marynarkę Kongresowi USA, w zakresie poziomu szumów okrętu osiągnięto najbardziej restrykcyjne wymagania, a technologia radziecka jest spóźniona w tej dziedzinie względem nowego typu o ok. pięć do dziesięciu lat. Na przeszkodzie wymianie pokoleniowej amerykańskich okrętów podwodnych stanął jednak koniec zimnej wojny i związane z tym anulowanie programu Submarine for the 21th Century po wybudowaniu zaledwie trzech jednostek typu SSN21.
Poprzedzający decyzję o przerwaniu programu budowy nowego typu okrętów polityczny zamęt wokół tych drogich jednostek odłożył ad acta ideę wymiany pokoleniowej w amerykańskiej ofensywnej flocie podwodnej, aż do czasu wejścia do służby pierwszych jednostek kolejnego typu Virginia, opracowanego w ramach odrębnego programu New Attack Submarine (NSSN). Pierwszy okręt nowego typu Virginia NSSN – USS „Virginia” wszedł do służby w United States Navy 23 października 2004 roku, rozpoczynając wieloletni okres wymiany generacyjnej amerykańskich okrętów SSN. Nowe okręty, w liczbie 30 jednostek, sukcesywnie zastąpić mają najstarsze jednostki typu 688, pozwalając na utrzymanie stanu 66 okrętów podwodnych wszystkich rodzajów (SSN, SSBN, SSGN), zapewniając jednocześnie elastyczność wynikającą z otwartej architektury ich systemów elektronicznych, z wykorzystaniem odpowiednio wzmocnionych cywilnych technologii COTS, większą uniwersalnością operacyjną, wyciszeniem oraz prędkością taktyczną nieporównywalną z jednostkami Los Angeles obu typów, a także potężniejszym uzbrojeniem. Okręty 688 oraz 688i budowane były z założeniem 30-letniego okresu służby. Przy prawidłowej jednak eksploatacji tych jednostek w marynarce, przeprowadzaniu planowych remontów w określonych dla nich terminach, prawidłowej wymianie rdzeni reaktorów oraz odpowiedniej modernizacji, możliwe byłoby przedłużenie służby tych okrętów nawet do 50 lat. Jednak zespół czynników, wśród nich skutkujące koniecznością zmniejszania kosztów marynarki zakończenie zimnej wojny, spowodował, iż marynarka zainteresowana była wycofaniem z użytku wielu jednostek Los Angeles. Proces wycofywania rozpoczął się w połowie lat 90. XX wieku wycofaniem 2 jednostek w roku 1995, w 1996 wycofano jeden okręt, w 1997 – 3, 1998 – 3, 1999 – 2, 2000 – 1, 2001 – 3, 2005 – 1, 2006 – 1, 2007 – 1 i w 2008 – 1.
Jednostki Los Angeles stanowią jednakże dogodne platformy testowe dla nowych podsystemów przewidzianych do użytku w przyszłości, w tym także w nowych typach okrętów. W 1989 roku z operacyjnego użytku wycofany został USS „Memphis”, który rozpoczął służbę jako platforma badawcza oraz testowa dla zaawansowanych technologii podwodnych, jak fotoniczne maszty nieprzechodzące przez kadłub, bezzałogowe pojazdy podwodne (Unmanned Underwater Vehicles – UUV), czy też torpedy o dużej średnicy. Mimo jednak modyfikacji tego okrętu dla wymagań platformy testowej, nie usunięto „Memphis” wyposażenia bojowego, pozwalając mu tym samym na zachowanie zdolności bojowej.
Proces wymiany jednostek Los Angeles zagrożony jest jednak ryzykiem związanym z jednoczesną wymianą generacyjną strategicznych okrętów podwodnych SSBN typu Ohio, przenoszących pociski balistyczne Trident II D-5, na nowe jednostki SSBN-X opracowywane w ramach programu Advanced Submarine System Development. Niezbędna bowiem do rozbudowy (bądź wymiany generacyjnej) w tym samym czasie jest także flota krążowników typu Ticonderoga, niszczycieli typu Arleigh Burke oraz okrętów desantowych-doków (LSD) typu Whidbey Island. Budowa nowych okrętów SSBN-X może spowodować, iż proces budowy jednostek w ramach pozostałych głównych klas będzie ograniczony jedynie do czterech jednostek rocznie. W ramach planu 313 jednostek, flota wielozadaniowych okrętów podwodnych (SSN) ograniczona ma zostać do 48 jednostek, co przy trzech istniejących okrętach typu Seawolf oraz planie budowy 30 okrętów typu Virginia oznaczać musi wycofanie ze służby wszystkich starszych niż piętnaście najmłodszych jednostek typu 688i, a więc starszych niż „Jefferson City”, który wszedł do służby w roku 1992. Plan 48 jednostek SSN jest kwestionowany przez niektórych obserwatorów, twierdzących, iż wobec potrzeb na floty na wysuniętych pozycjach oraz wobec postępującej modernizacji i rozbudowy chińskiej floty podwodnej, US Navy potrzebuje 55, a nawet większej liczby okrętów myśliwskich. Ostateczna liczba wycofanych w najbliższych latach okrętów typu Los Angeles nie jest więc jeszcze znana.

## JednostkiLos Angelesw fikcji

### Literatura
- Mark Joseph: Tajfun I. Warszawa: Wydawnictwo Adamski i Bieliński, 1994. ISBN 83-85593-34-9. Brak numerów stron w książce – fikcyjna jednostka USS „Reno” obserwuje, a następnie zostaje wciągnięta w podmorską próbę udaremnienia puczu wojskowego w pogrążonym w chaosie ZSRR oraz walkę radzieckiego strategicznego okrętu podwodnego projektu 941 (NATO: Tajfun) z innymi okrętami podwodnymi Floty Północnej ZSRR.
- Tom Clancy: Polowanie na Czerwony Październik. Warszawa: GiG, 1991. ISBN 83-85085-15-7. Brak numerów stron w książce – pierwszy tom sagi Toma Clancy’ego o Jacku Ryanie, w którym USS „Dallas” (załoga fikcyjna) wykrywa i śledzi radziecki strategiczny okręt podwodny projektu 941 (NATO: Tajfun), którego część załogi usiłuje uciec do Stanów Zjednoczonych.
- Tom Clancy: Kardynał z Kremla. Warszawa: Adamski i Bieliński, 1998. ISBN 83-87454-13-3. Brak numerów stron w książce – USS „Dallas” w drugoplanowej roli kolejnego tomu sagi o Jacku Ryanie.
- Stephen Coonts: USS America. – najcichszy okręt świata USS America zostaje uprowandzony z cieśniny Long Island. W czasie ucieczki Amerika walczy z okrętem podwodnym typu Los Angeles USS La Jolli.

### Film
- Polowanie na Czerwony Październik – ekranizacja z roku 1990 powieści Toma Clancy’ego pod tym samym tytułem, w reżyserii Johna McTiernana